# Jarrie
Pour les articles homonymes, voir Jarrie (homonymie).
Jarrie est une commune française située dans le département de l'Isère en région Auvergne-Rhône-Alpes.
Paroisse de l'ancienne province royale du Dauphiné durant l'Ancien régime, la commune devenue iséroise lors de la création des départements, abrite le siège de la communauté de communes du Sud Grenoblois entre 2003 et 2013, puis rejoint la communauté de Grenoble-Alpes Métropole en 2014. Les habitants de Jarrie sont dénommés les Jarrois.

## Géographie

### Description et situation
La commune de Jarrie est située entre Vizille et Grenoble et est limitrophe de Champ-sur-Drac. La commune se divise en trois parties : Haute-Jarrie, Basse-Jarrie et les Chaberts. Chaque partie a son école et son église paroissiale. La mairie et le musée de la chimie se trouvent à Basse-Jarrie.

### Géologie

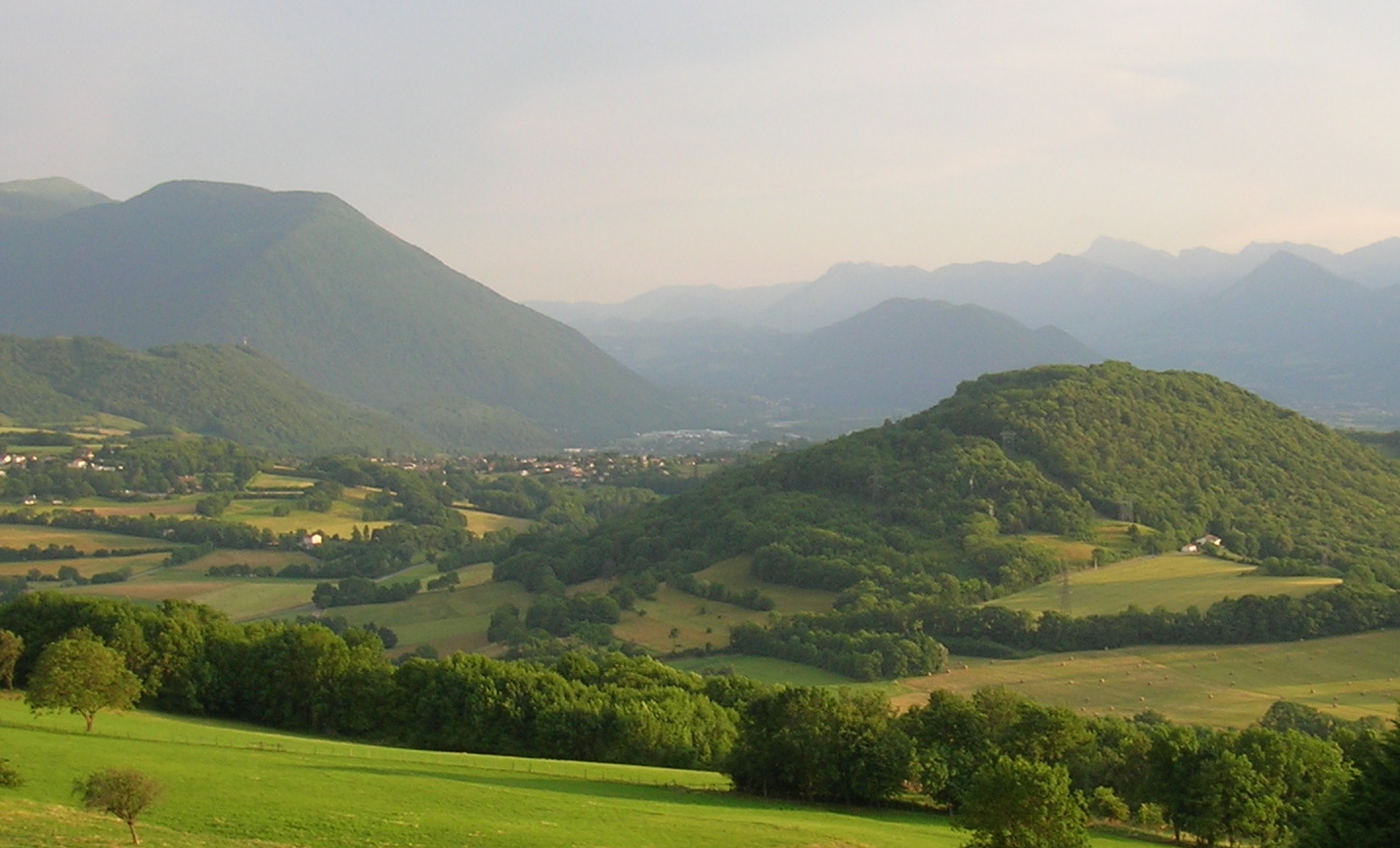
Plateau de Haute-Jarrie, depuis le chemin du Châtelard, Herbeys.

La plus grande partie du territoire de Jarrie est située sur le plateau de Champagnier qui est un ensemble de couches caillouteuses anciennes que l'érosion tant fluviatile que glaciaire a isolé et conservé à une altitude moyenne d'environ 400 mètres, soit 200 mètres au-dessus de celle de l'agglomération grenobloise, situé plus au nord.
Ce plateau est limité au nord et à l'est par des reliefs calcaires qui ont donnée naissance à une côte isolée du côté de la commune de Champagnier. Ce secteur reste un témoin du remplissage lacustre de la cuvette grenobloise tel qu'il était à 40 000 ans avant notre époque et de quelques témoins morainiques de la dernière poussée glaciaire qui l'a envahi entre -35 000 et -30 000 ans.

### Communes limitrophes
| Échirolles                | Bresson        |                  |
| Champagnier               | Jarrie         | Brié-et-Angonnes |
| Varces-Allières-et-Risset | Champ-sur-Drac | Montchaboud      |

### Climat
Pour des articles plus généraux, voir Climat d'Auvergne-Rhône-Alpes et Climat de l'Isère.
En 2010, le climat de la commune est de type climat des marges montargnardes, selon une étude du Centre national de la recherche scientifique s'appuyant sur une série de données couvrant la période 1971-2000. En 2020, Météo-France publie une typologie des climats de la France métropolitaine dans laquelle la commune est exposée à un climat de montagne ou de marges de montagne et est dans la région climatique  Alpes du nord, caractérisée par une pluviométrie annuelle de 1 200 à 1 500 mm, irrégulièrement répartie en été. 
Pour la période 1971-2000, la température annuelle moyenne est de 11,3 °C, avec une amplitude thermique annuelle de 19 °C. Le cumul annuel moyen de précipitations est de 1 223 mm, avec 9,5 jours de précipitations en janvier et 6,1 jours en juillet. Pour la période 1991-2020, la température moyenne annuelle observée sur la station météorologique de Météo-France la plus proche, « Chamrousse », sur la commune de Chamrousse à 11 km à vol d'oiseau, est de 5,8 °C et le cumul annuel moyen de précipitations est de 1 219,3 mm,. Pour l'avenir, les paramètres climatiques de la commune estimés pour 2050 selon différents scénarios d'émission de gaz à effet de serre sont consultables sur un site dédié publié par Météo-France en novembre 2022.

### Hydrographie
Le territoire communal est longé par le torrent alpin de la Romanche, un affluent du Drac qu'elle rejoint à la pointe occidentale de cette commune au niveau des territoires de Champ-sur-Drac, Champagnier et Varces-Allières-et-Risset, formant à cet endroit précis, un quadripoint, selon les références toponymiques fournies par le site géoportail de l'Institut géographique national..

### Voies de communication et transports

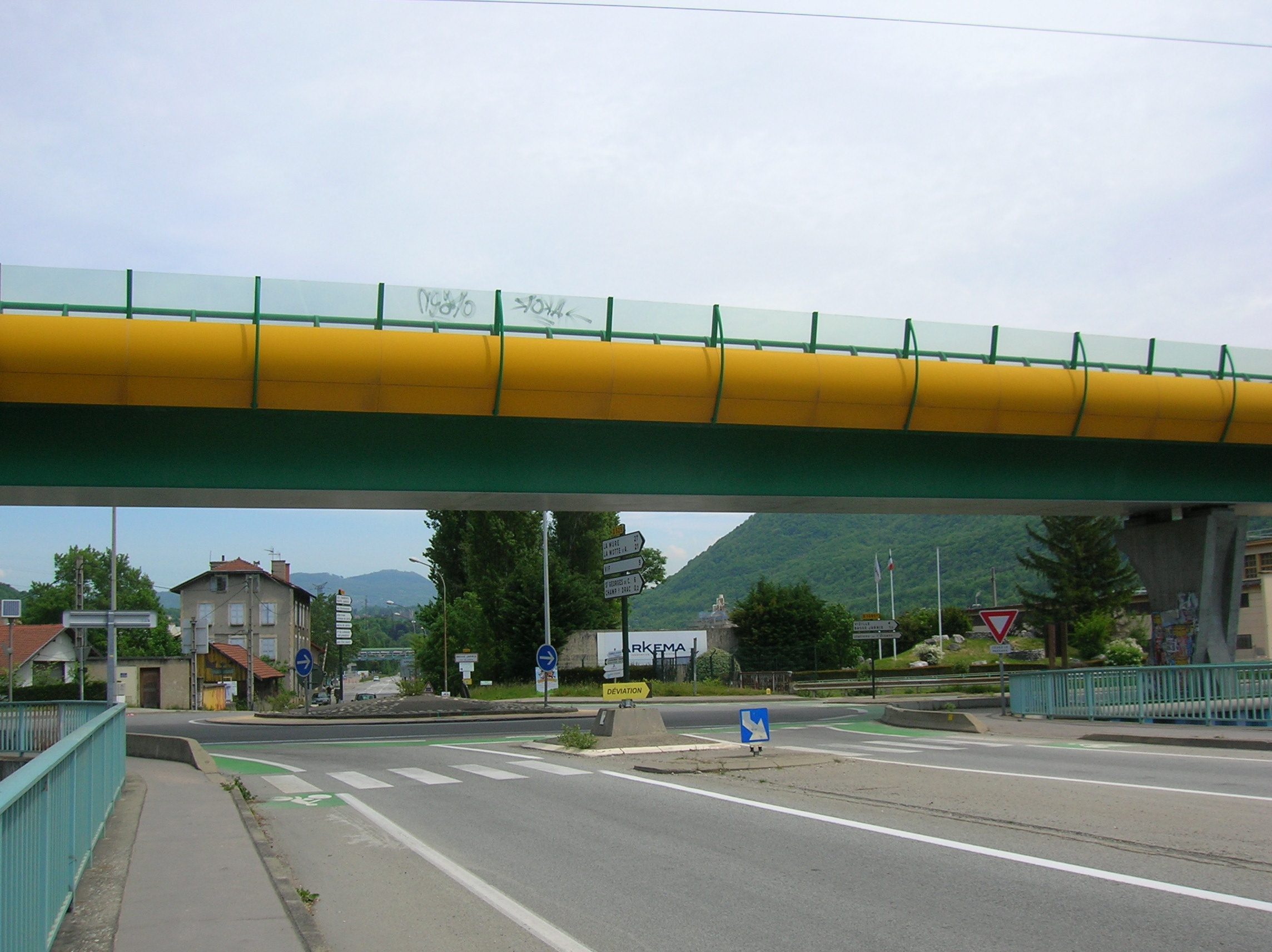
Pont de la déviation de la RD1085d depuis le pont sur la Romanche à Champ sur Drac (au fond, le territoire de Basse-Jarrie et le site d'Arkema).

#### Voies routières
La route nationale 85 (RN85) et sa déviation (RD1085d) qui contourne le secteur de Basse-Jarrie est une des principales voies routières traversant Jarrie. Celle-ci permet de relier Grenoble par la Pont-de-Claix, à Cannes en passant par Vizille, Sisteron, Gap et Digne et accessoirement desservir les grandes stations de ski de l'Isère par la RD1091 (ancienne RN91).
La route Napoléon (RD5 entre Grenoble et Eybens) ne traverse pas directement Jarrie mais passe non loin des limites territoriales de la commune en traversant le territoire de la commune voisine, Brié-et-Angonnes.

#### Voies ferrées et transports publics
Jarrie est desservie par la gare de Jarrie-Vizille sur la ligne SNCF Grenoble-Veynes-Gap-Briançon. L'usine d'Arkema possède également un embranchement particulier.
La commune est desservie par le réseau des transports de l'agglomération grenobloise (TAG) par les lignes 66 (en direction d'Échirolles) et 71 (en lien avec la gare de Jarrie-Vizille). Des lignes scolaires (sacado) complètent la desserte de la commune vers son collège (Le Clos Jouvin) et vers le lycée des Portes de l'Oisans à Vizille.

## Urbanisme

### Typologie
Au 1er janvier 2024, Jarrie est catégorisée ceinture urbaine, selon la nouvelle grille communale de densité à sept niveaux définie par l'Insee en 2022.
Elle appartient à l'unité urbaine de Grenoble, une agglomération intra-départementale regroupant 38  communes, dont elle est une commune de la banlieue,,. Par ailleurs la commune fait partie de l'aire d'attraction de Grenoble, dont elle est une commune de la couronne,. Cette aire, qui regroupe 204 communes, est catégorisée dans les aires de 700 000 habitants ou plus (hors Paris),.

### Occupation des sols
L'occupation des sols de la commune, telle qu'elle ressort de la base de données européenne d’occupation biophysique des sols Corine Land Cover (CLC), est marquée par l'importance des territoires agricoles (45,8 % en 2018), en diminution par rapport à 1990 (51,3 %). La répartition détaillée en 2018 est la suivante : 
forêts (31,3 %), prairies (23,8 %), zones agricoles hétérogènes (14,8 %), zones urbanisées (13 %), terres arables (7,2 %), zones industrielles ou commerciales et réseaux de communication (6,6 %), espaces verts artificialisés, non agricoles (3,1 %), eaux continentales (0,2 %). L'évolution de l’occupation des sols de la commune et de ses infrastructures peut être observée sur les différentes représentations cartographiques du territoire : la carte de Cassini (XVIIIe siècle), la carte d'état-major (1820-1866) et les cartes ou photos aériennes de l'IGN pour la période actuelle (1950 à aujourd'hui).

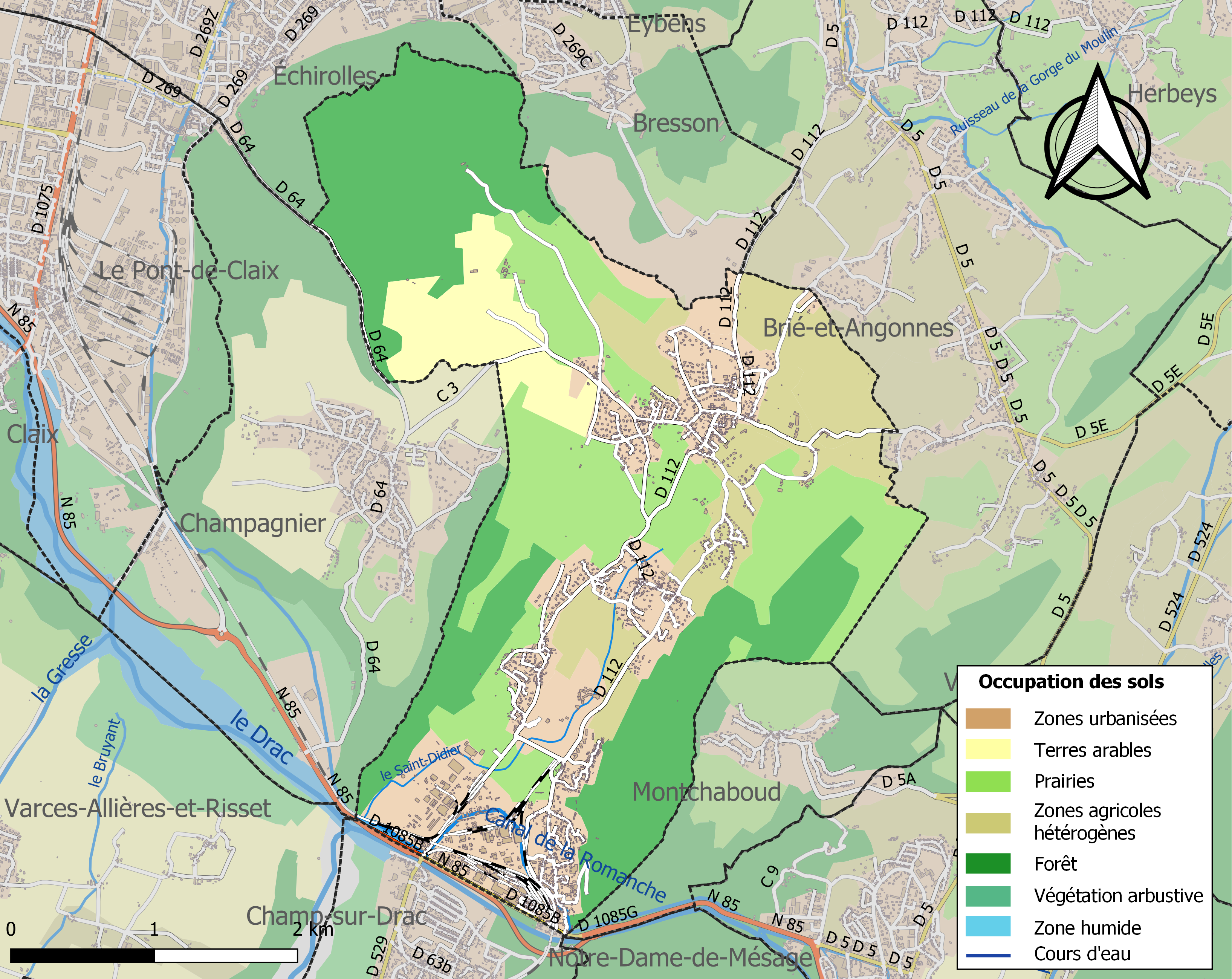
Carte des infrastructures et de l'occupation des sols de la commune en 2018 (CLC).

### Risques naturels et technologiques

#### Risques sismiques
L'ensemble du territoire de Jarrie est situé en zone de sismicité n°4 (sur une échelle de 1 à 5), comme l'ensemble du territoire de l'agglomération grenobloise.
| Type de zone | Niveau            | Définitions (bâtiment à risque normal) |
| ------------ | ----------------- | -------------------------------------- |
| Zone 4       | Sismicité moyenne | accélération = 1,6 m/s2                |

#### Risques technologiques
La commune héberge sur son territoire des usines chimiques dont deux entreprises classées dans la catégorie « SEVESO seuil haut » (L’usine Arkema et l'’usine Areva-Cezus —voir section Économie). Le PPRT de la plate-forme chimique de Jarrie a été révisé en mai 2015. Selon le site de la mairie, le risque principal pour les populations riveraines concerne essentiellement l’intoxication.

## Toponymie
Le nom de la localité est attesté sous la forme Jarria au XIe siècle.
Jarrie (de garrica, chêne) est un mot d'origine préceltique passé en langue gauloise, et son emploi a persisté à l'époque gallo-romaine et même à des époques postérieures, comme en témoignent les formes avec l'article défini du type la Jarrie, à partir du XIIe siècle.
On ne peut donc pas rattacher à une occupation prélatine les lieux portant ce nom, ni d'ailleurs, antérieure au Moyen Âge dans le cas précis de Jarrie.
- Les Chaberts :
- Haute-Jarrie :
- Basse-Jarrie :
- Les Charbonnaux :
- l'Aragna : Arène, carrière de sable
- Les Thevenets :
- Les Simianes :
- Bon Repos :
- Le Plâtre :
- Les Vernets :
- La Combe :
- Les Envers :

## Histoire

### Antiquité

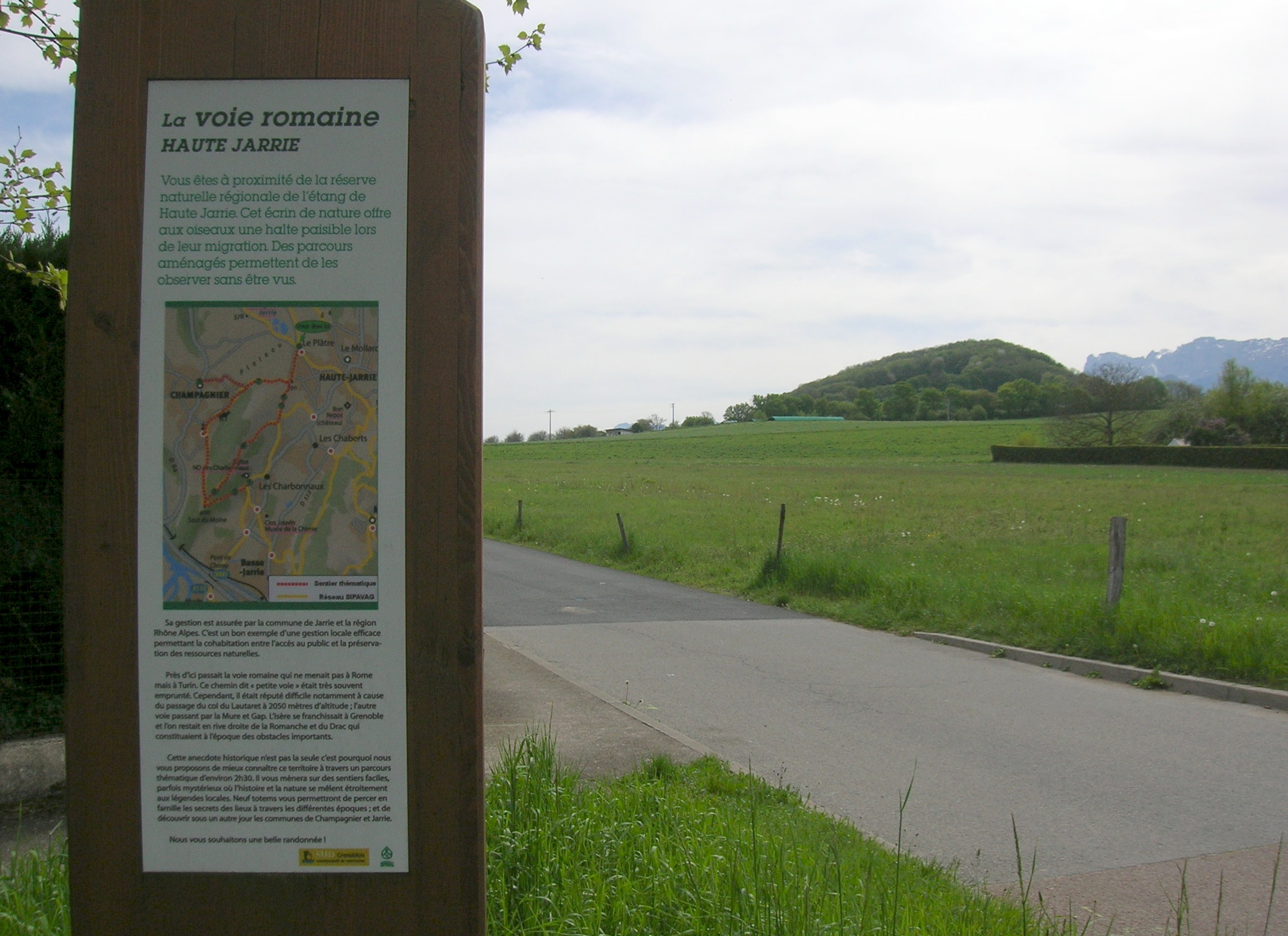
Panneau de localisation de la voie romaine à Haute-Jarrie.

Jarrie se trouve sur la route commerciale alpine depuis l'antiquité, route qui deviendra ensuite une voie romaine.
Les plus anciennes traces d'occupation du village actuel remontent au Ier siècle av. J.-C.. Par rapport à la présence gauloise, un Peron d'Avalon se trouve sur la carte de Cassini, et Abalo indique la pomme en langue gauloise.
Les archéologues ont établi que la voie romaine passait par Haute-Jarrie et les Chaberts au Ier siècle de notre ère, grâce à l'expertise et à l'authentification de pièces et de tuiles par le Musée dauphinois,,.

### Moyen Âge

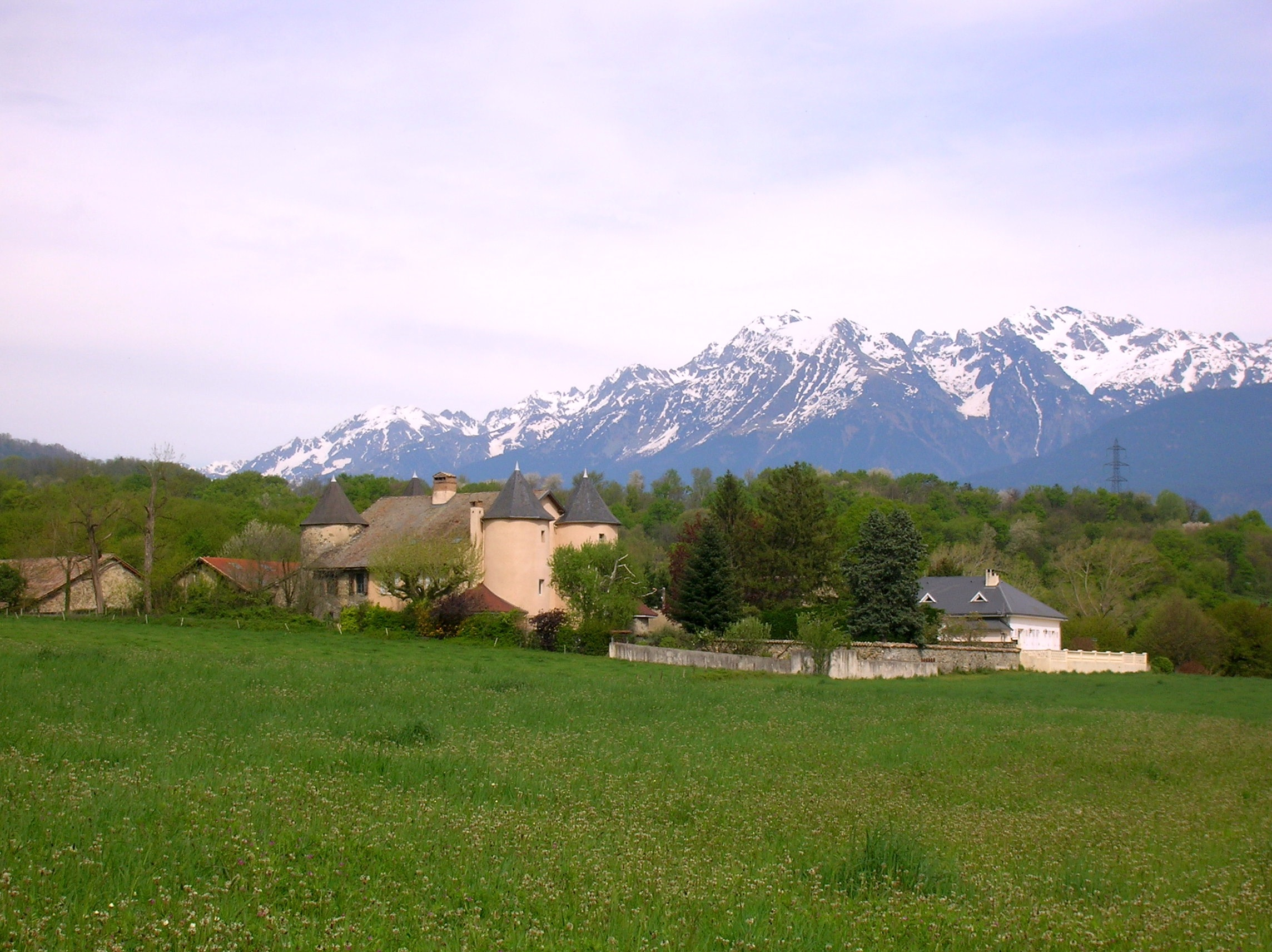
Vue générale du Châteauneuf.

Au cours de la période féodale, les traces de vie humaine témoignent d’une sédentarisation des populations qui investissent le plateau de Haute Jarrie et le hameau des Chaberts. La communauté villageoise se constitue alors au Xe siècle autour de deux pôles centraux : l’église Saint-Étienne récemment édifiée, au cours de la période de christianisation du territoire français tout entier, et le Seigneur local, qui serait à l’origine de l’édification d’un bâtiment défensif, notamment une motte castrale au Rampeau, déjà évoqué dans des textes antérieurs au Xe siècle.
Au cours de la première moitié du IIe millénaire, les villes dauphinoises, telles que Grenoble, Gap ou La Mure se développent rapidement, grâce à l’essor du commerce inter-cité, qui dynamise l’ensemble du territoire français. Jarrie devient ainsi un lieu de passage privilégié pour ces flux commerciaux. Le village connaît alors un renouvellement de sa population, et par conséquent, un essor démographique important. D'un petit regroupement de fermes qu’il était jusque présent, il devient un véritable conglomérat de maisons de commerçants et de paysans.
Dans le même temps, l’Église assoira encore davantage son aura sur la communauté, influencée par l’ordre des Templiers, récemment établi à proximité, qui entreprend d’exploiter les atouts géographique du village. Les terres encore inoccupées seront alors défrichées et réservées à l’agriculture. L'étang de Haute-Jarrie sera utilisé pour l’irrigation des champs et l’approvisionnement des foyers. Par ailleurs, ils établiront également une commanderie chargée de régulier les flux commerciaux et de personnes sur les routes du village, et construiront un édifice imposant sur le plateau de Haute-Jarrie, que l’on appellera ensuite « Châteauneuf ».

### Époque Moderne

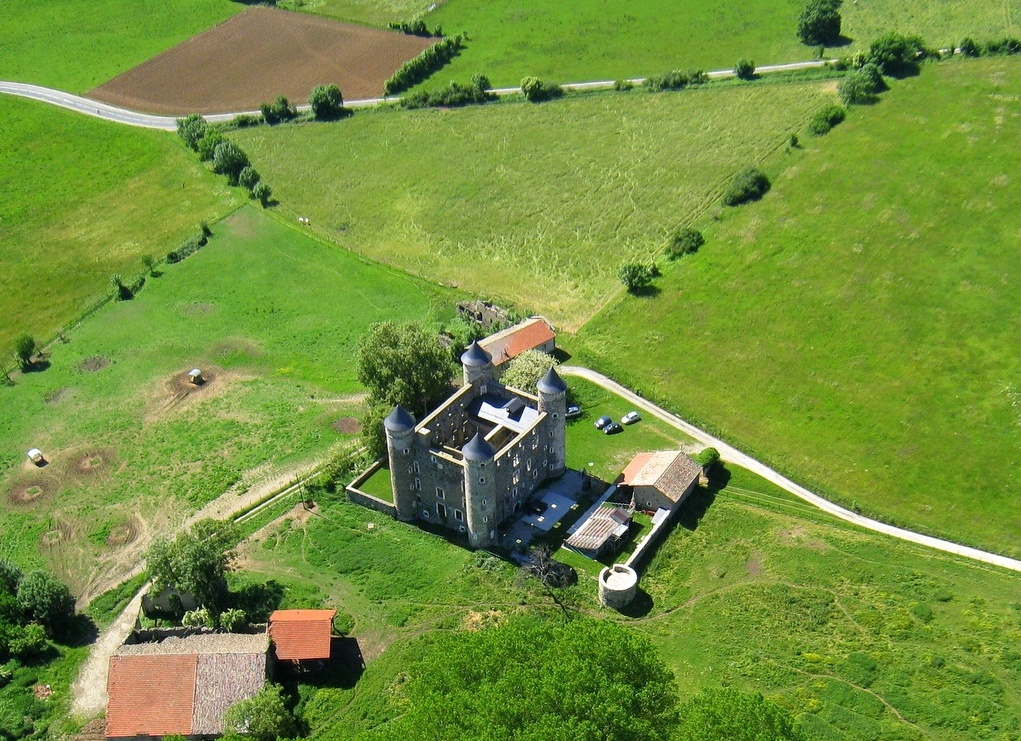
Le château de Bon Repos.

Au cours des XIVe siècle et XVe siècle, le village n’est pas épargné par les fléaux qui déciment le pays tout entier. La peste noire et la guerre de Cent Ans laisseront en effet, une empreinte indélébile dans les esprits des membres de cette petite communauté villageoise. Néanmoins, le milieu du IIe millénaire sera tout de même celui de l’édification des bâtiments les plus emblématiques de Jarrie : le château de Bon Repos, construit dans un style médiéval, et qui aujourd’hui encore, donne un caractère un peu moyenâgeux à cette partie du village. De nos jours, le château est animé chaque année par plusieurs compagnies de théâtre, ainsi que des groupes de musique. Ce fut à cette époque que la maison Jouvin vit le jour dans la plaine de Basse-Jarrie ; autrefois dénommée « tour d’Avalon », ce bâtiment accueille actuellement depuis de nombreuses années la Mairie du village, dans le parc du même nom : le « Clos Jouvin ».

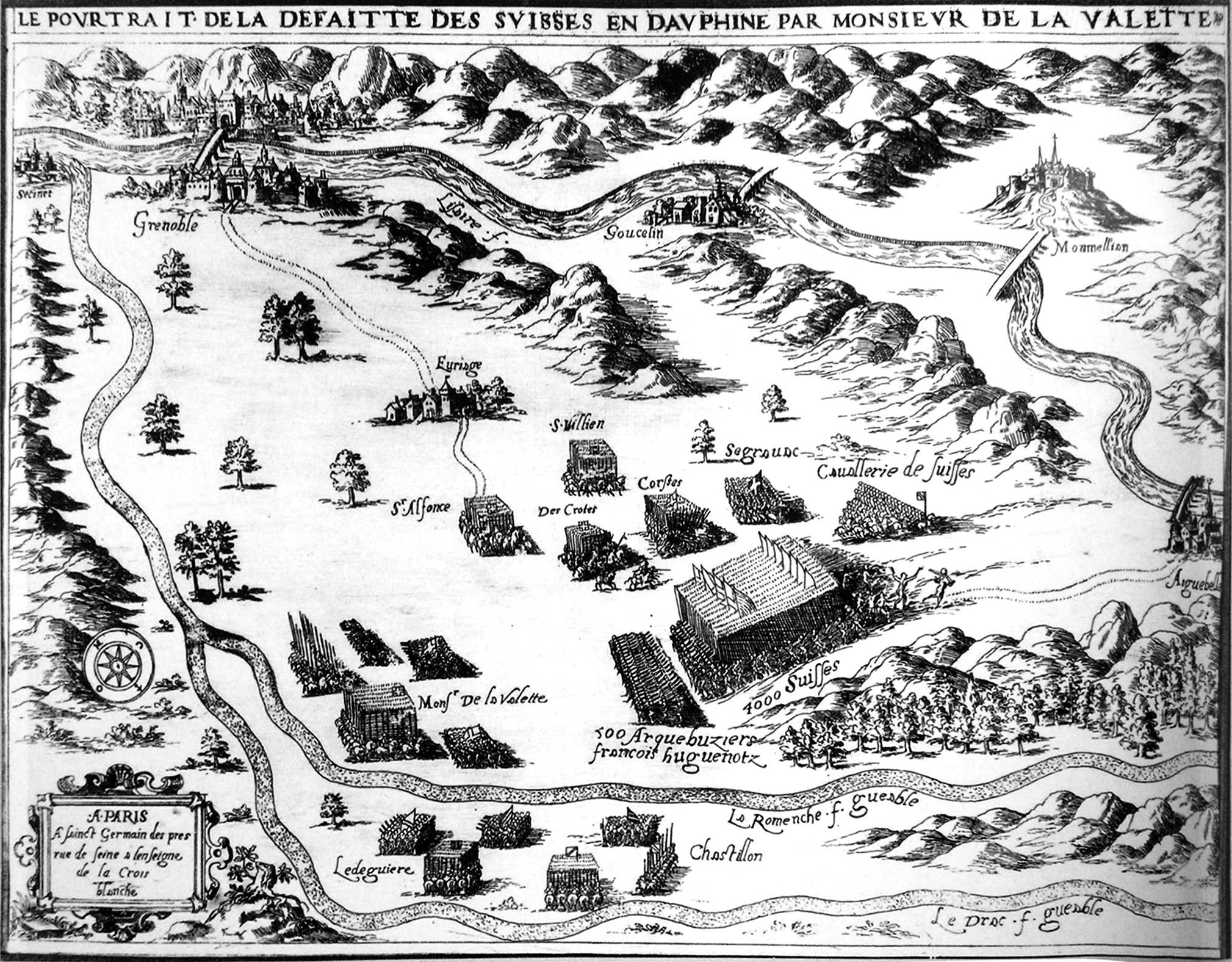
Gravure ancienne de la bataille de Jarrie.

Malgré la modestie de sa taille, la commune de Jarrie fut particulièrement impliquée dans les guerres de religion qui ensanglantèrent la France au cours du XVIe siècle. Le Dauphiné fut en effet, une région particulièrement touchée par les affrontements entre catholiques et protestants. À cette époque, François de Bonne de Lesdiguières était le chef de file des Huguenots (nom donné aux protestants), qui cherchaient à négocier la fin des conflits avec les représentants locaux, et notamment Louis Armuet, le propriétaire du château de Bon Repos. Cependant, alors que leurs discussions permirent la rédaction d’un traité de paix, Henri III, qui eut vent des revendications huguenotes, refusa catégoriquement les conditions imposées par les protestants, et fit échouer les « accords de Jarrie ». L’année 1587 fut alors le théâtre d’affrontements violents entre catholiques et protestants, au cours desquels, ces derniers seront lourdement décimés. La bataille de Jarrie du 19 août 1587 comptera 1500 morts, presque tous Suisses. En représailles[réf. nécessaire], Lesdiguières traversera la commune et pilla la commanderie d’Échirolles dans sa marche sur Grenoble en 1590. Il faudra alors attendre l’Edit de Nantes, promulgué par Henri IV en 1598, pour rétablir la paix au village et dans tout le Dauphiné.
La commune connue également une réorganisation de son découpage paroissial. En effet, à partir du XVIe siècle, Jarrie fut administrée par trois paroisses différentes : celle de Saint-Étienne, celle de Notre-Dame de Jarrie et celle de Saint-Jacques d’Échirolles. Par la suite, lors de la venue au pouvoir de Louis XIV, la commune se verra assez curieusement retirer l’administration de la communauté d’Isabeau Marnais sur ordre du Sieur Champigny, intendant du Dauphiné.

### Époque contemporaine

#### Révolution française
En vue de la préparation des États généraux de mai 1789, une assemblée préalable se réunit le 21 juillet 1788 à Vizille, une petite commune située à une demi-douzaine de kilomètres de Jarrie. Lors de cette assemblée, ce fut Charles Renauldon, propriétaire du château de Saint-Jacques à Échirolles et futur maire de Grenoble, qui défendit les doléances des Jarrois. Malgré l’implication du village dans la vie politique du pays, la Grande Peur et les troubles de l’été 1789 ne trouvèrent pas vraiment d’écho à Jarrie. Les châteaux et domaines seigneuriaux du village n’eurent pas à subir la colère des révolutionnaires et ne connurent aucune forme de pillage.

#### LeXIXesiècle

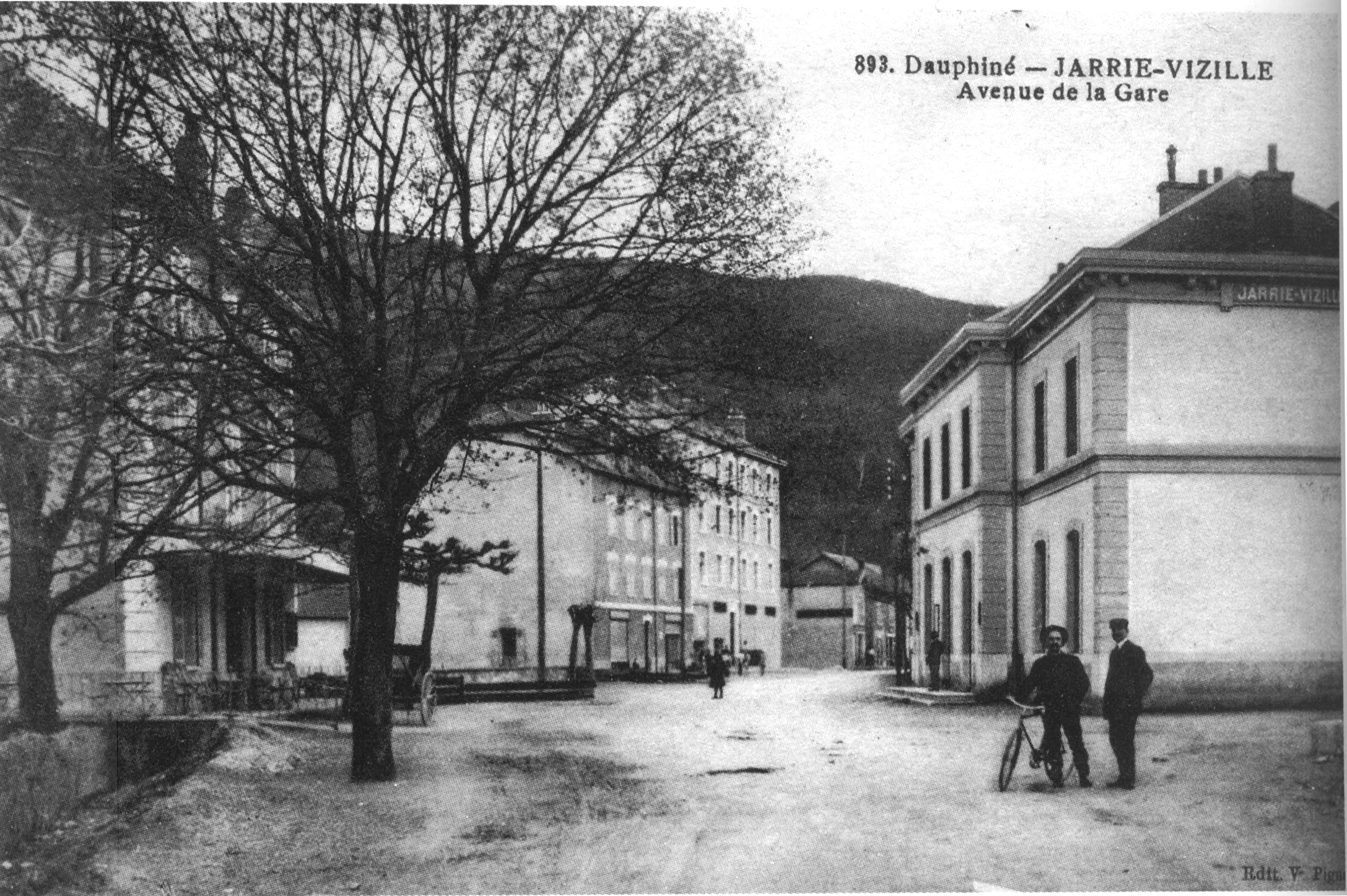
L'avenue de la gare en 1920.

Le XIXe siècle fut, quant à lui, une période beaucoup plus dynamique pour la commune. Sa population augmenta grâce à l’arrivée de nouveaux paysans et de riches bourgeois grenoblois, attirés par cadre de vie qu’offre le village, à la fois calme et rural, tout en étant proche de la ville. De plus, l’artisanat industriel se développe assez rapidement : la création de la gare communale en 1878 et d’une ligne de chemin de fer, reliant Grenoble à Veynes, attire les meuniers, les plâtriers et les scieurs de la région. C'est ainsi que l'on vit progressivement apparaître de plus en plus d'ateliers de toutes sortes dans le village.

#### LeXXesiècle
Lorsque éclate la Seconde Guerre mondiale avec la déclaration de guerre contre l’Allemagne en septembre 1939, l’usine est alors au cœur de la vie économique de Jarrie. Pourtant, plus d’une centaine de salariés seront réquisitionnés pour le combat, et seulement vingt en reviendront. Face à ce bouleversement démographique, les membres de l’usine vont alors entamer une forme de résistance plus ou moins active contre les forces d’occupation allemandes. Ainsi, ils obtiendront le retour de certains salariés prisonniers, ils aideront les maquisards en leur permettant de s’approvisionner en matériel, et l’un des ingénieurs de l'usine fera en sorte de diminuer la quantité de fournitures destinées aux Allemands en sabotant régulièrement les machines de l’usine. Peu de temps avant la chute du IIIe Reich, les Allemands occupant la Maison Jouvin, située à quelques centaines de mètres de l’usine, incendient la scierie Pillet et fusillent un des ouvriers de l’usine, en représailles des actes de résistances réalisés par les salariés.

#### Les mutations du village depuis 1945
De nos jours, la commune de Jarrie est bien sûr toujours existante, mais elle a bien changé depuis 1945. Sa population d’à peine 2 000 habitants a augmenté pour en atteindre presque 4 000, elle est devenue une des plus dynamiques de l’agglomération sud-grenobloise.

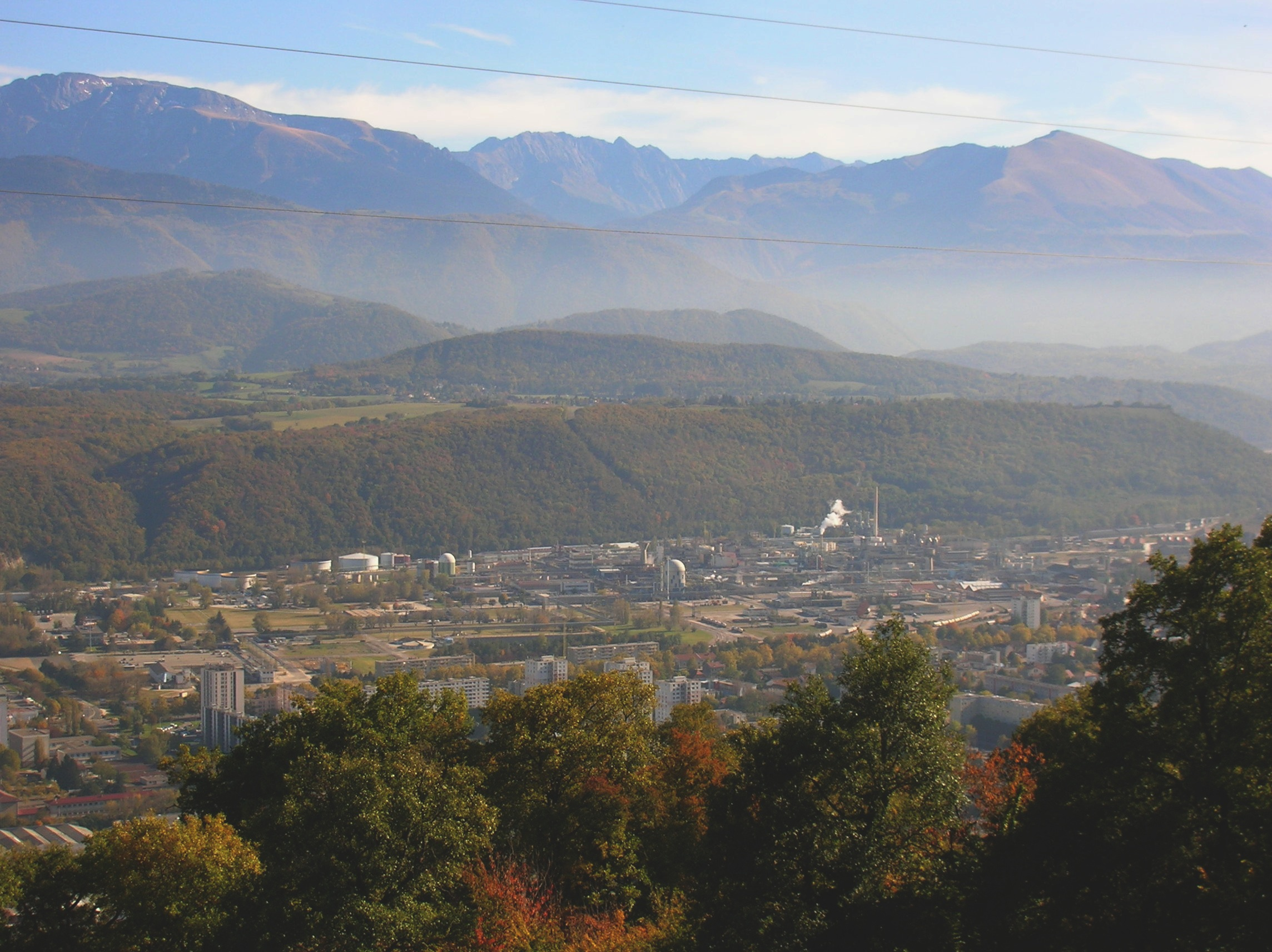
Basse-Jarrie depuis les rochers de Comboire.

En quarante ans, outre le rachat du château de Bon Repos aux descendants de la famille Jouvin par la Mairie de Jarrie, de nombreux services publics et associations culturelles ont été créés par les différents maires successifs.
De plus, la mairie s'installe dans la Maison Jouvin, où l'on constitue un Musée de la chimie, toujours en place actuellement. La halte-garderie est municipalisée, l’étang de Haute-Jarrie classé "Réserve naturelle", et de nombreux hameaux comme les Terrasses, les Simianes, les Auriards, les Plâtrières et les Envers, sont construits afin d'accueillir les nouveaux habitants du village, arrivés au cours des "Trente Glorieuses".
Par ailleurs, dans les années 1960, l'usine de chlore est rachetée par le groupe AREVA et devient un site de fabrication de zirconium, qui exporte aujourd'hui dans le monde entier. Ainsi, en quelques décennies, la petite commune paysanne et ouvrière s’est fortement développée et peu à peu gentrifiée, comportant aujourd’hui toutes les structures d’une ville de taille moyenne.

#### LeXXIesiècle
En janvier 2019, la tour hertzienne de Jarrie (lieu-dit du Plassoney), d'une hauteur de 85 mètres et surplombant l'agglomération grenobloise a été prise pour cible lors de la vague d'incendies criminels à Grenoble.

## Politique et administration

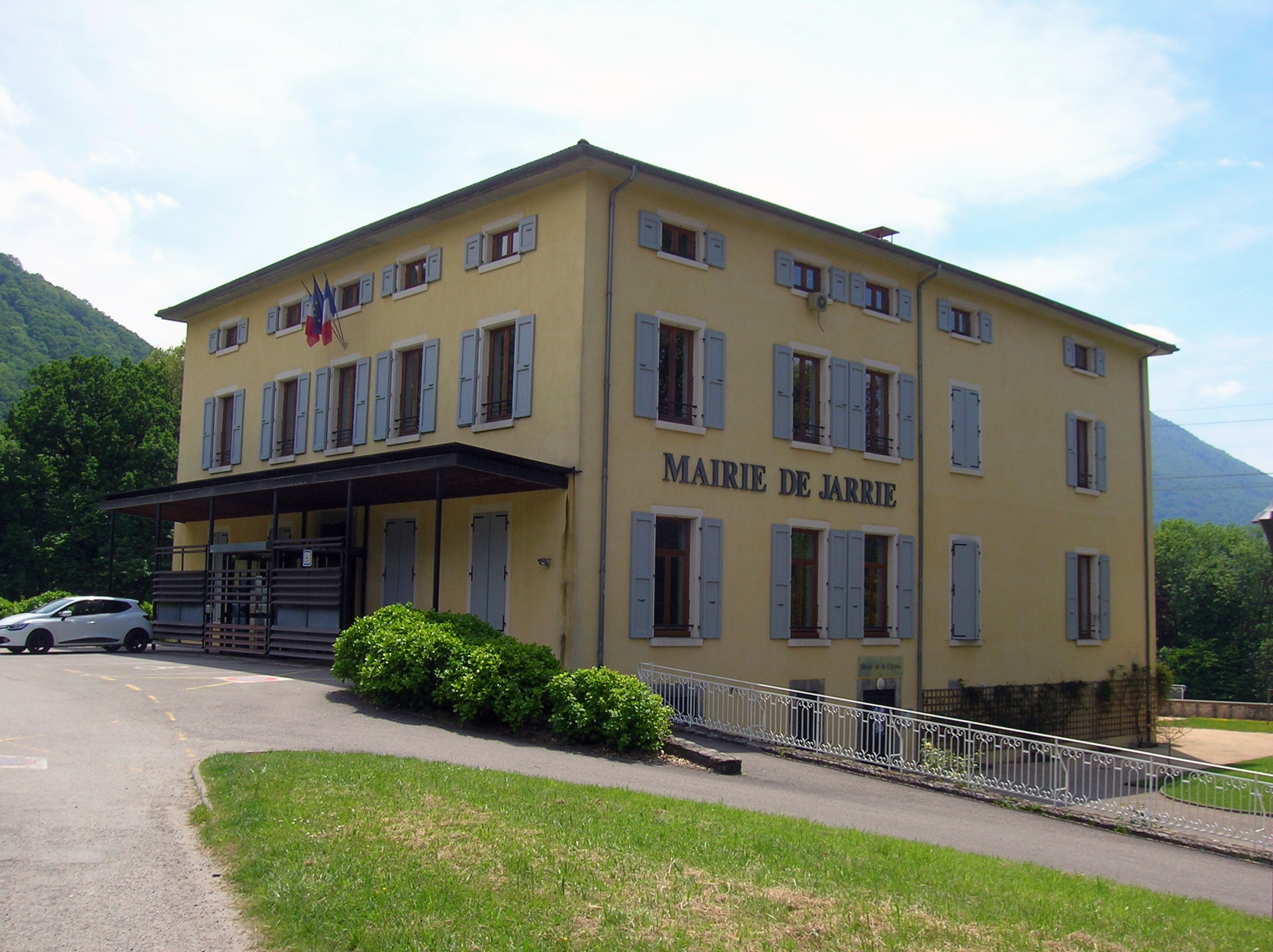
La mairie de Jarrie.

### Administration municipale
En 2021, le conseil municipal de Jarrie compte vingt-sept membres (douze hommes et quinze femmes) : un maire, sept adjoints au maire, un conseiller municipal délégué et dix-huit conseillers municipaux, dont deux inscrits dans l'opposition.

### Liste des maires
| Période                                  | Période  | Identité         | Étiquette | Qualité                                               |
| ---------------------------------------- | -------- | ---------------- | --------- | ----------------------------------------------------- |
| mars 1971                                | 1977     | Yvette Virot     |           |                                                       |
| mars 1977                                | 1989     | Roger Bayle      | PS        |                                                       |
| mars 1989                                | 2008     | Anne Le Gloan    | DVD       | Conseillère générale du canton de Vizille (2001-2008) |
| mars 2008                                | En cours | Raphaël Guerrero | SE        | Fonctionnaire                                         |
| Les données manquantes sont à compléter. |          |                  |           |                                                       |

### Jumelages
Jarrie est jumelée avec une autre commune d'un pays de l'union européenne :
- Macael (Espagne) depuis 1989[32], dans la province d'Almeria.

## Population et société

### Démographie
L'évolution du nombre d'habitants est connue à travers les recensements de la population effectués dans la commune depuis 1793. Pour les communes de moins de 10 000 habitants, une enquête de recensement portant sur toute la population est réalisée tous les cinq ans, les populations de référence des années intermédiaires étant quant à elles estimées par interpolation ou extrapolation. Pour la commune, le premier recensement exhaustif entrant dans le cadre du nouveau dispositif a été réalisé en 2004.

En 2022, la commune comptait 3 925 habitants, en évolution de +5,12 % par rapport à 2016 (Isère : +3,07 %, France hors Mayotte : +2,11 %).
| 1793 | 1800 | 1806 | 1821  | 1831  | 1836  | 1841  | 1846 | 1851 |
| ---- | ---- | ---- | ----- | ----- | ----- | ----- | ---- | ---- |
| 839  | 675  | 963  | 1 030 | 1 104 | 1 095 | 1 067 | 996  | 971  |

| 1856 | 1861 | 1866 | 1872 | 1876 | 1881 | 1886 | 1891 | 1896 |
| ---- | ---- | ---- | ---- | ---- | ---- | ---- | ---- | ---- |
| 979  | 935  | 926  | 898  | 917  | 967  | 989  | 991  | 955  |

| 1901 | 1906 | 1911  | 1921  | 1926  | 1931  | 1936  | 1946  | 1954  |
| ---- | ---- | ----- | ----- | ----- | ----- | ----- | ----- | ----- |
| 962  | 974  | 1 020 | 1 176 | 1 320 | 1 438 | 1 503 | 1 523 | 1 904 |

| 1962  | 1968  | 1975  | 1982  | 1990  | 1999  | 2004  | 2006  | 2009  |
| ----- | ----- | ----- | ----- | ----- | ----- | ----- | ----- | ----- |
| 2 167 | 2 084 | 2 009 | 2 807 | 3 809 | 4 009 | 3 915 | 3 864 | 3 812 |

| 2014  | 2019  | 2022  | - | - | - | - | - | - |
| ----- | ----- | ----- | - | - | - | - | - | - |
| 3 772 | 3 779 | 3 925 | - | - | - | - | - | - |

### Enseignement
La commune, qui est rattachée à l'académie de Grenoble, compte plusieurs écoles publiques, rassemblées dans deux groupes scolaires.

### Équipement culturel et sportif
- L’espace culturel Paul Bernard occupe le site d'une ancienne église datant du début du XXe siècle (Jésus-ouvrier) achetée au diocèse en 2018 qui l'a désacralisée selon les règles du droit canon. Gérée par le service culturel de la mairie[38], elle a pour vocation d'être équipée en salle de spectacle[39].
- La piscine municipale de Jarrie, située à proximité du collège Le Clos Jouvin, est une piscine de plein air, équipée d'un grand bassin de natation, d'un bassin ludique et d'une pataugeoire pour les plus petits. Des courts de tennis sont situés à proximité de cet équipement[40].

### Médias
Historiquement, le quotidien à grand tirage régional Le Dauphiné libéré consacre de façon régulière dans son édition de Grenoble et du sud-Isère, un ou plusieurs articles à l'actualité de la commune, de l'agglomération, ainsi que des informations sur les éventuelles manifestations, les travaux routiers, et autres événements divers à caractère local.
La commune publie et distribue, chaque trimestre, un journal d'information municipale à destination des résidents de la commune, dénommé Jarrie mag.

### Cultes
Les deux églises de Jarrie (Basse-Jarrie et Haute-Jarrie) sont desservies par la paroisse Saint-Jean-de-la-Croix, elle-même rattachée au diocèse de Grenoble-Vienne.

## Économie

### Secteur industriel

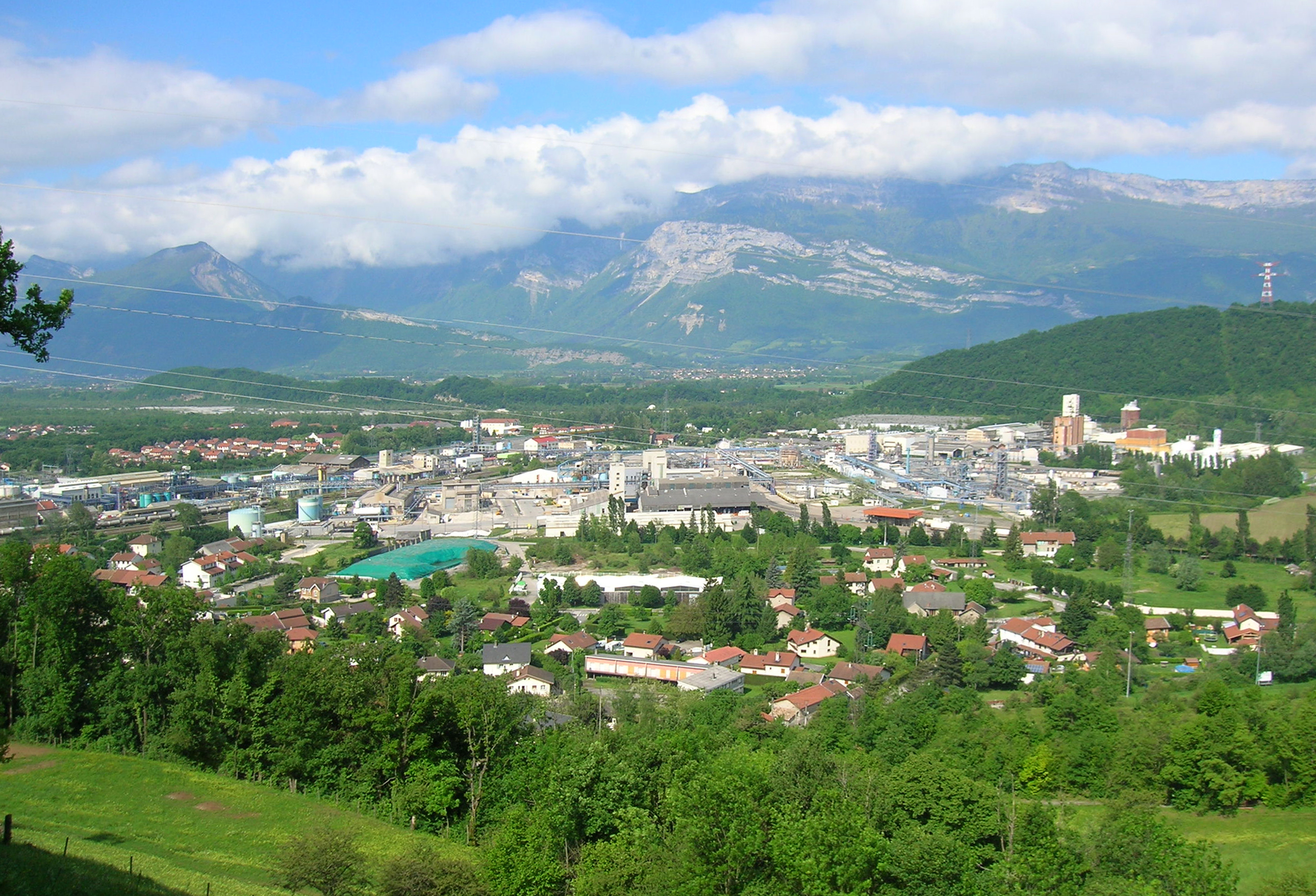
Usines de Basse-Jarrie.

- Le site Arkema

Créée en 1916, une entreprise spécialisée dans la production de chlore et de chlorure de chaux pour répondre aux besoins de la Défense Nationale est construite dans la vallée (secteur de Basse-Jarrie). Après avoir connu de nombreuses transformations (le site de Jarrie s'est spécialisé dans la fabrication d'intermédiaires chimiques utilisés dans l'industrie papetière ou la détergence), l'usine appartient au groupe chimique français Arkema et présente, en 2021, un effectif de 340 salariés. Située en amont de la confluence entre le Drac et la Romanche, à proximité du quartier de Basse-Jarrie, le long de route qui relie Grenoble à Vizille, l'usine s'inscrit dans le cadre du Plan de prévention des risques technologiques (PPRT).
- Le site Framatome

Situé en aval du site d'Arkema, face à la confluence du Drac et de la Romanche, l'usine Framatome produit de l’éponge de zirconium au terme d’opérations chimiques et de métallurgie extractive et compte, selon le site officiel de l'entreprise deux grandes unités opérationnelles, l'unité « chimie » qui transforme la matière première, la zircone, en tétrachlorure de zirconium et l'unité « métal » qui transforme le tétrachlorure de zirconium en éponge de zirconium.

### Secteur agricole
La commune fait partiellement partie de l'aire géographique de production et transformation du « Bois de Chartreuse », la première AOC de la filière Bois en France.

### Revenus de la population et fiscalité
En 2010, le revenu fiscal médian par ménage était de 39 792 €, ce qui plaçait Jarrie au 2 589e rang parmi les 31 525 communes de plus de 39 ménages en métropole.
En 2012, la part des ménages fiscaux imposés était de 81,3 %.

### Emploi
Le taux de chômage, en 2020, pour la commune s'élève à 7,7 %, un chiffre proche de la moyenne nationale de 2023 (7,5 %).

## Culture locale et patrimoine

### Lieux et monuments
- Le château de Bon Repos, du XVe siècle[50], propriété de la commune qui l'a entièrement restauré, est inscrit au titre des monuments historiques par arrêté du 8 octobre 1986[51].
- Le château des Rollands ou manoir de Teyssier[50], à Haute-Jarrie, qui date du XVIIIe siècle et du XIXe siècle, est inscrit au titre des monuments historiques par arrêté du 12 décembre 2006[52].
- Le Châteauneuf à Haute-Jarrie, du XIIIe siècle[50].
- Le clos Jouvin, qui date du XVIe au XIXe siècle[50], ancienne tour d'Avalon, demeure dans un parc paysager occupé par la mairie, bâtiment autrefois propriété de la famille de gantiers Jouvin. Le parc du Clos Jouvin a été créé vers 1880 par l'architecte paysagiste Gabriel Luizet, réalisateur de plusieurs parcs reconnus monuments historiques[53].
- Le château des Simianes[50].
- La présumée motte castrale de Rampeau, du XIe siècle[50].
- L'église Saint-Étienne à Haute-Jarrie.
- L'Église Jésus-Ouvrier de Jarrie.
- L'église priorale de la Nativité-de-Notre-Dame des Charbonnaux (ou Charbonnots[54]), partie de l'ancien prieuré bénédictin du XIe siècle.
- La Croix de la Vue, entre Basse-Jarrie et Montchaboud.
- Le monument aux morts communal de Jarrie, situé à Basse-Jarrie, se présente sous la forme d'un pilier surmonté d'un Poilu en arme en position de sentinelle avec un piédestal de trois marches, l'ensemble étant entouré par une haie végétale[55].

Quelques photos de monuments et lieux de Jarrie
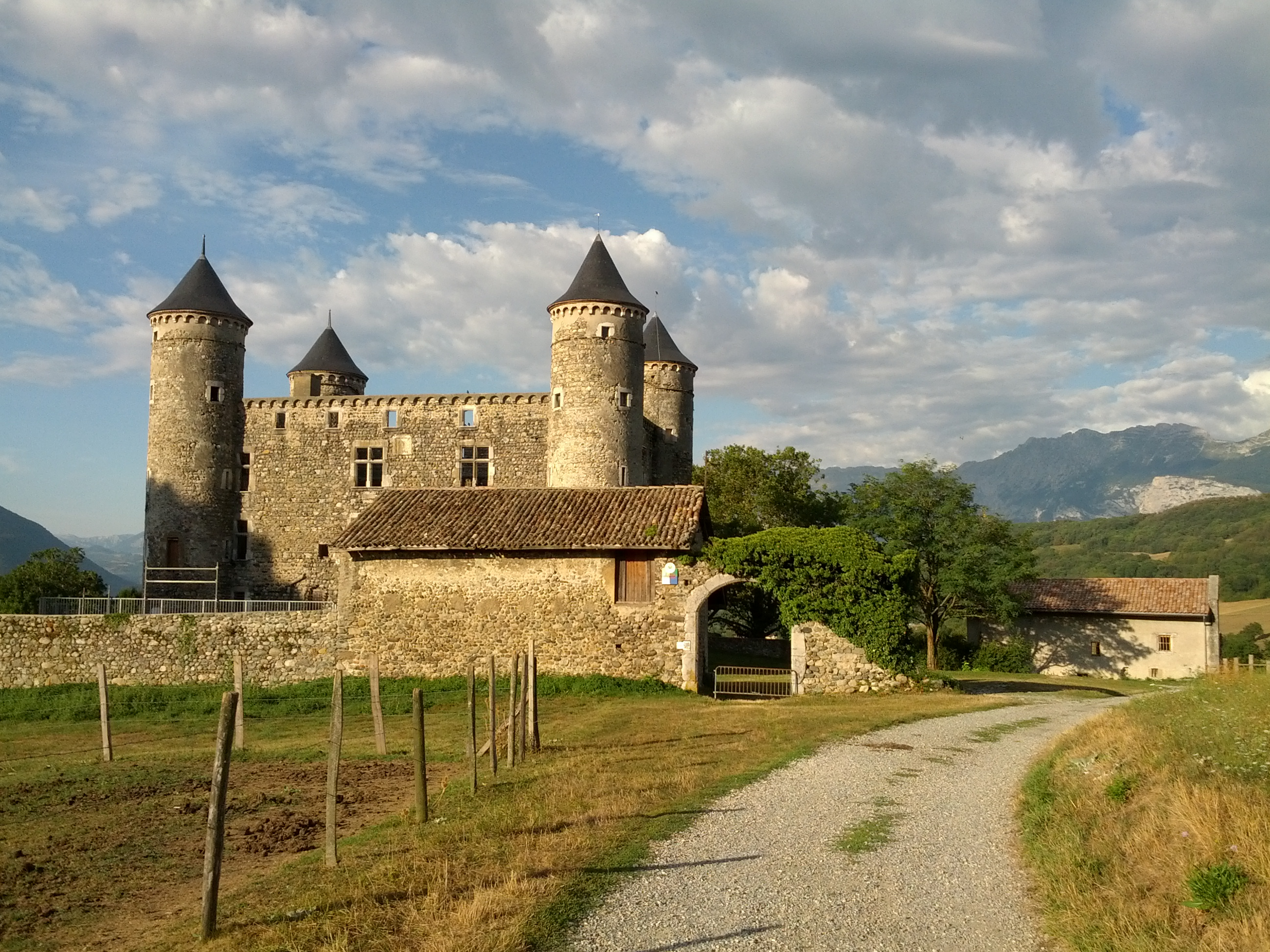
Château de Bon Repos.
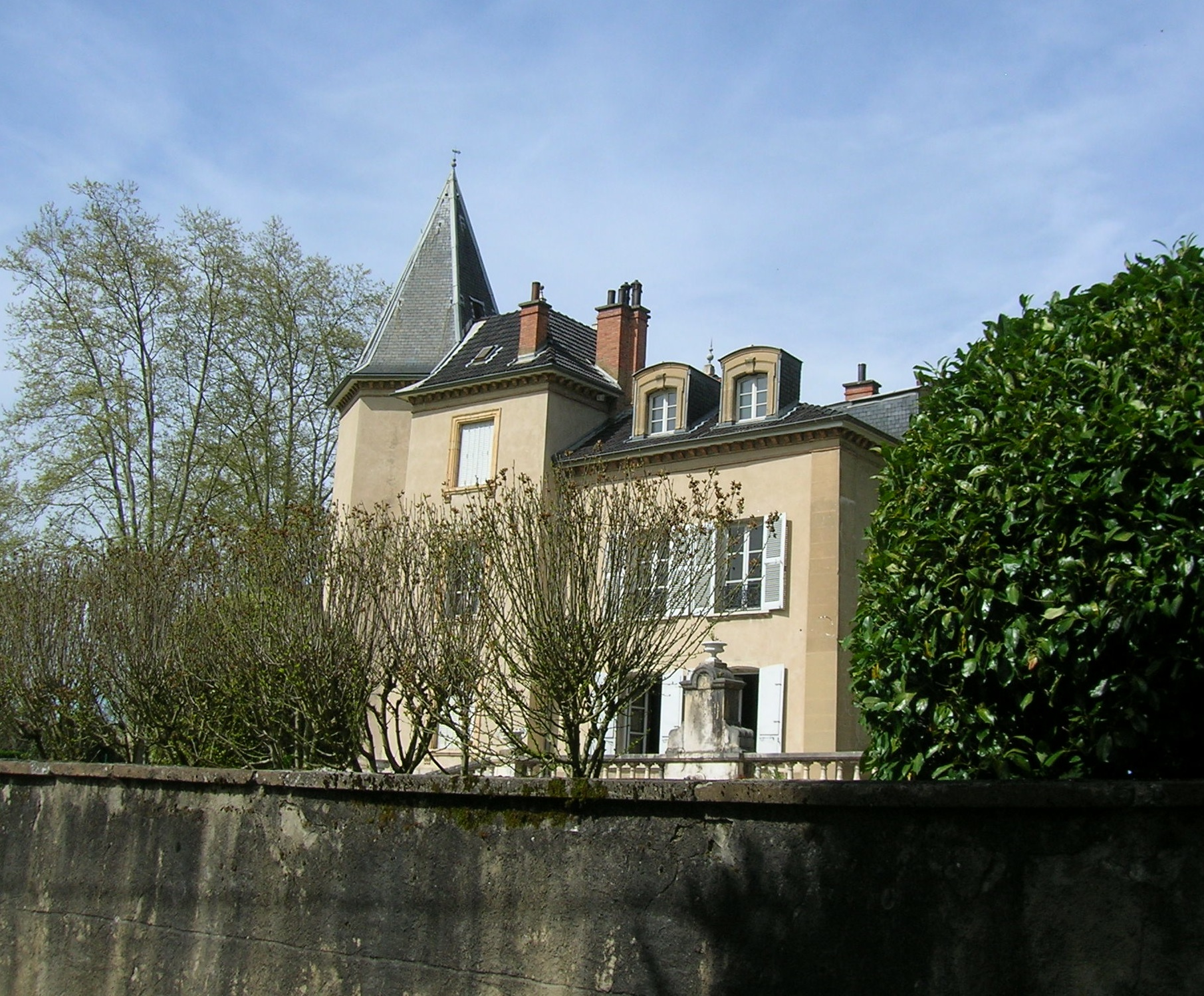
Château des Rollands.
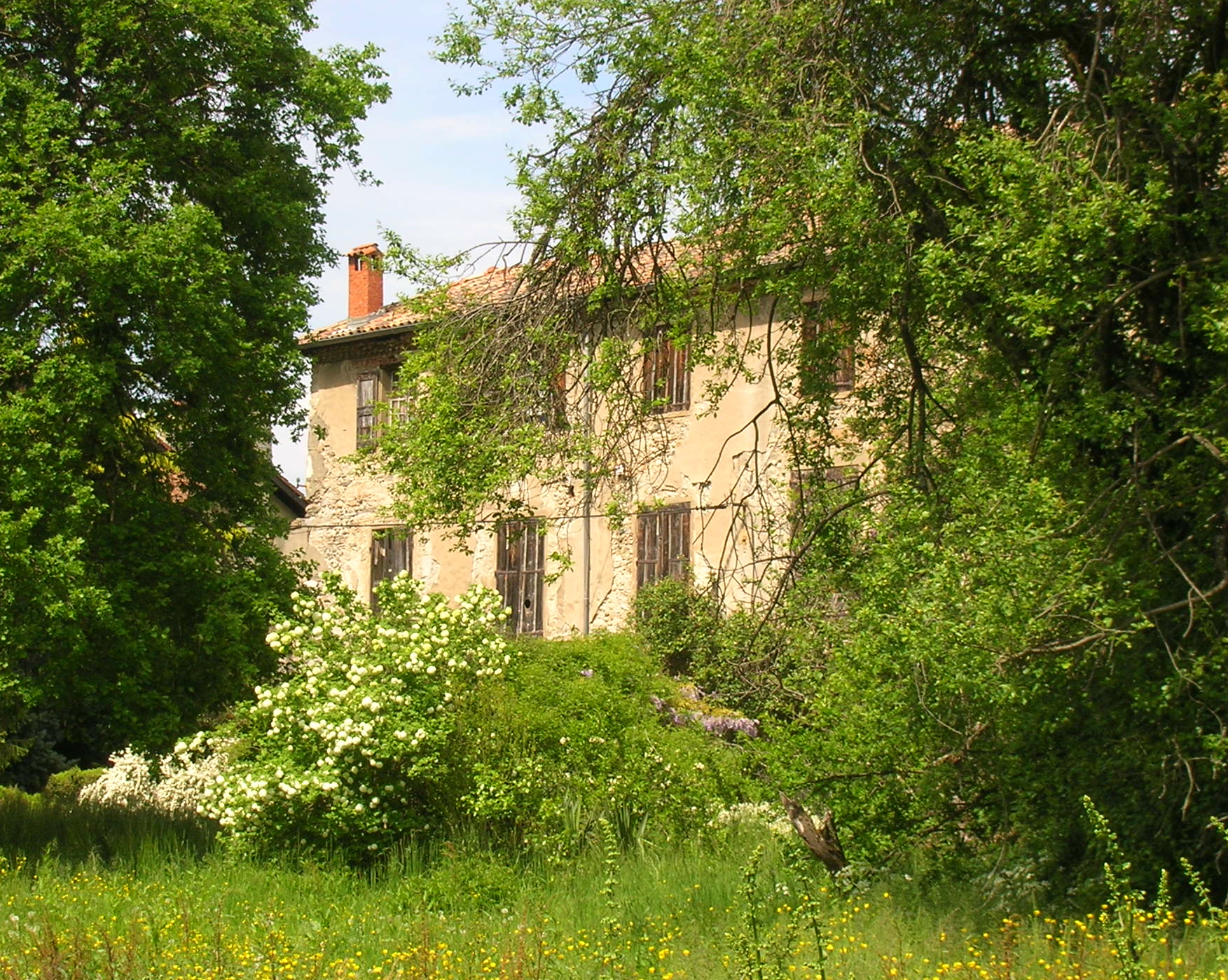
Château des Simianes.
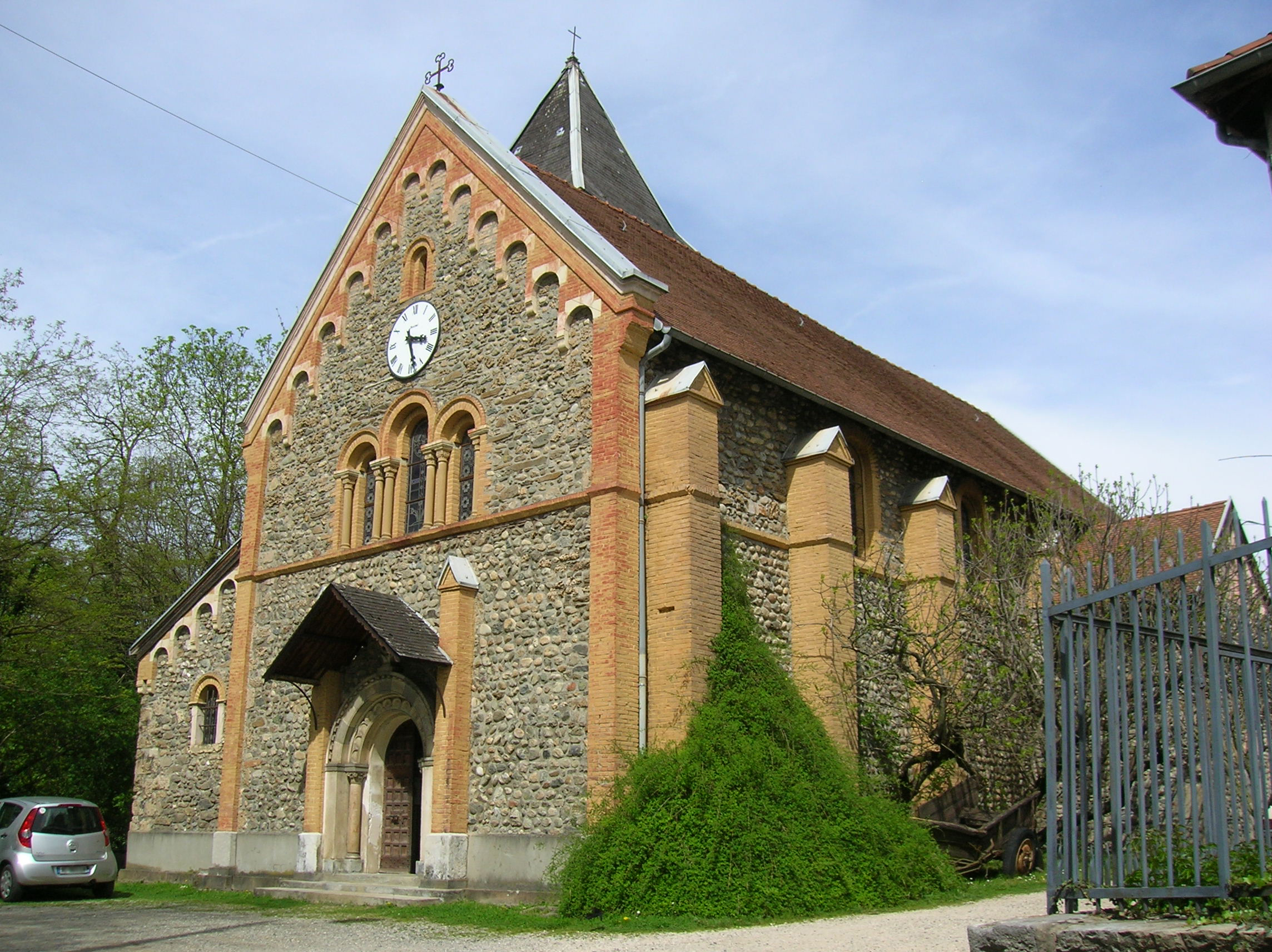
L'église Saint-Étienne.
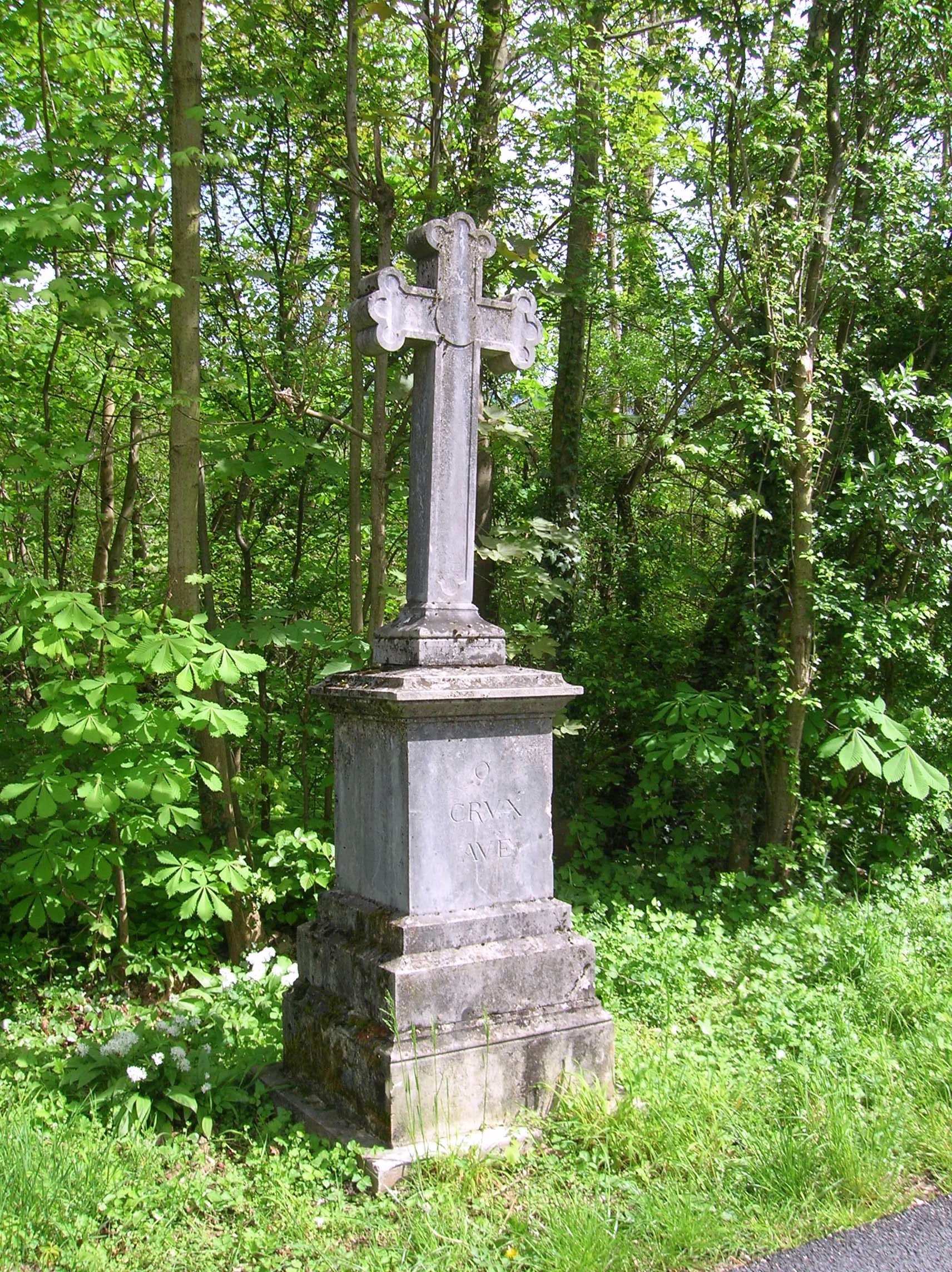
Croix Votive.
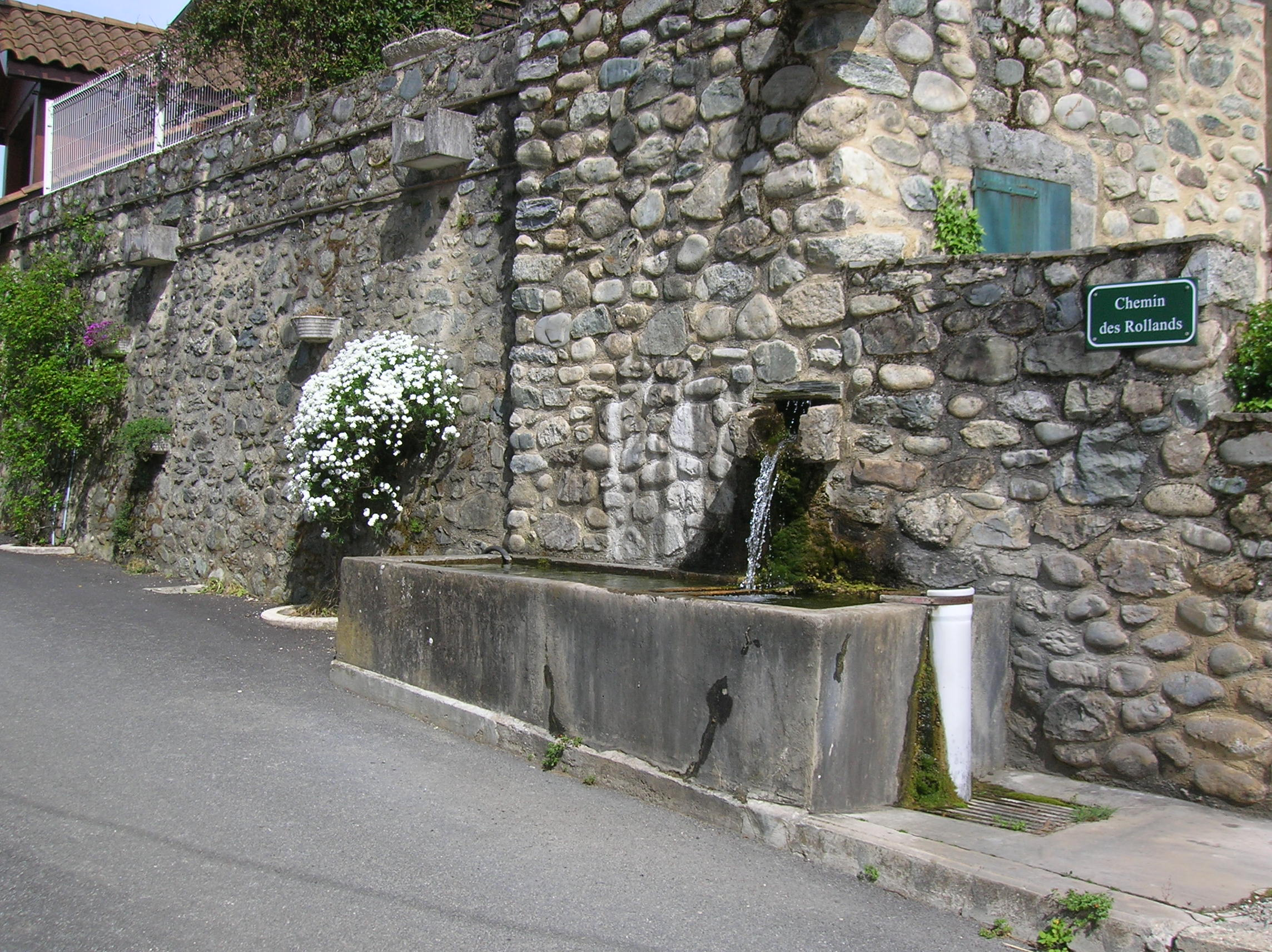
Fontaine et bassin.

### Patrimoine culturel
Le musée de la chimie, attenant à l'hôtel de ville et la bibliothèque municipale Yvette Virot, se trouve au Clos Jouvin. Le musée de la chimie, situé non loin d'un des principaux pôle industriels de chimie français, propose des ateliers scientifiques à destination du jeune public.

### Patrimoine naturel
Gérée depuis le 1er janvier 2019 par Grenoble Alpes Métropole, la réserve naturelle régionale de l'Étang de Haute-Jarrie, d'une superficie de onze hectares héberge un étang, un site de roselières, des prairies humides et des boisements

Quelques photos du musée et de la RNR de Jarrie
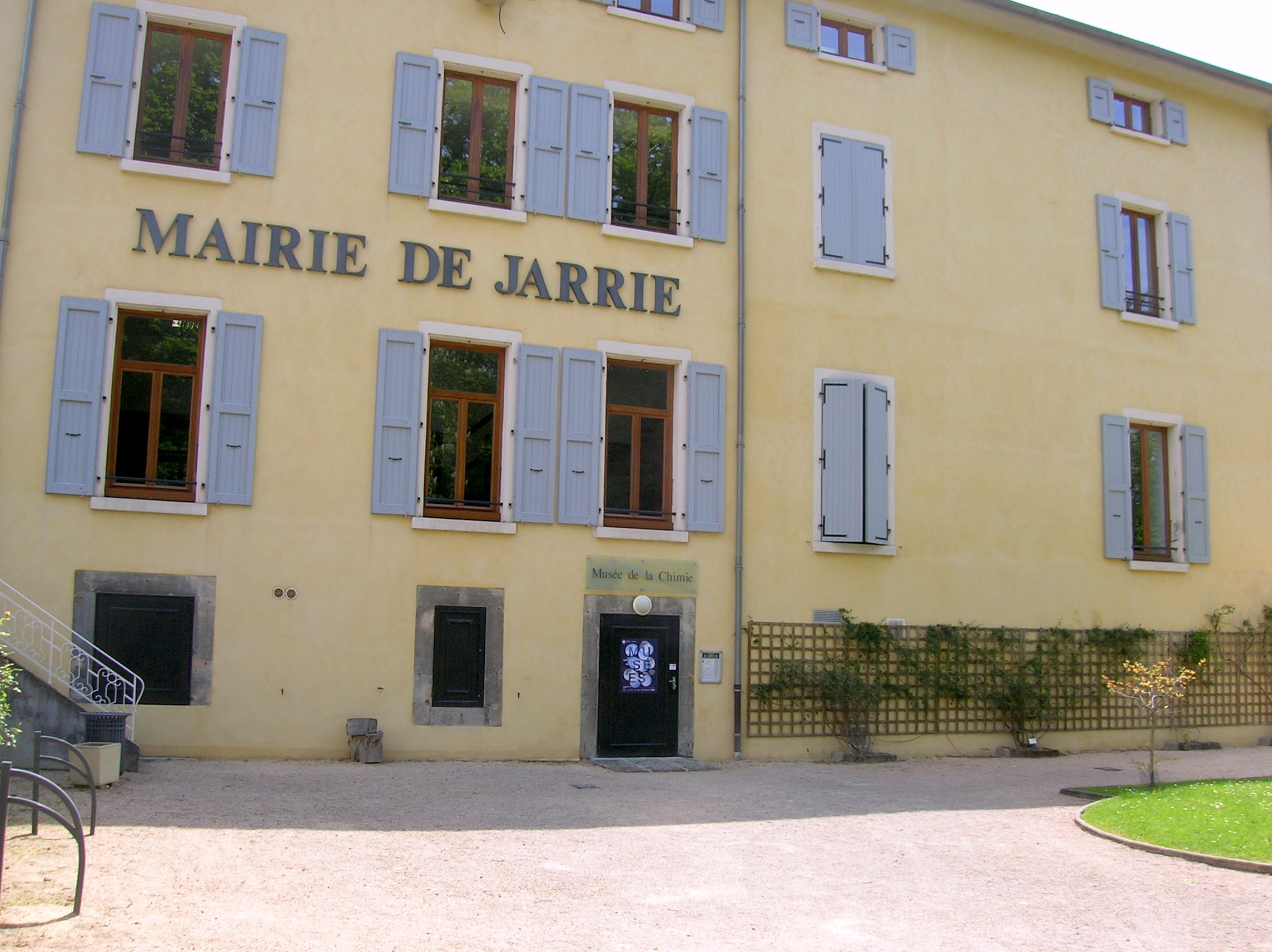
L'entrée du musée.
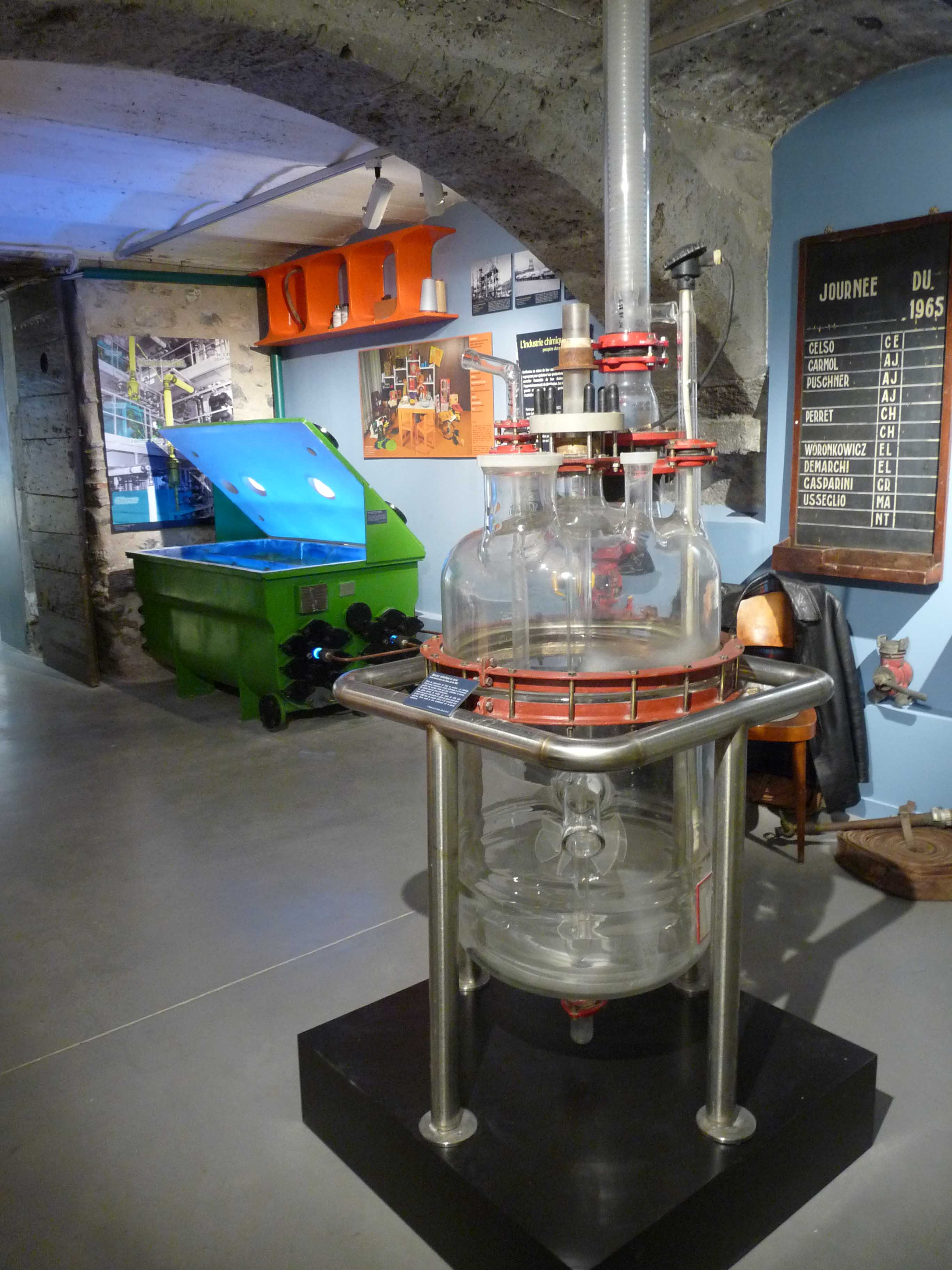
Le musée de la chimie.
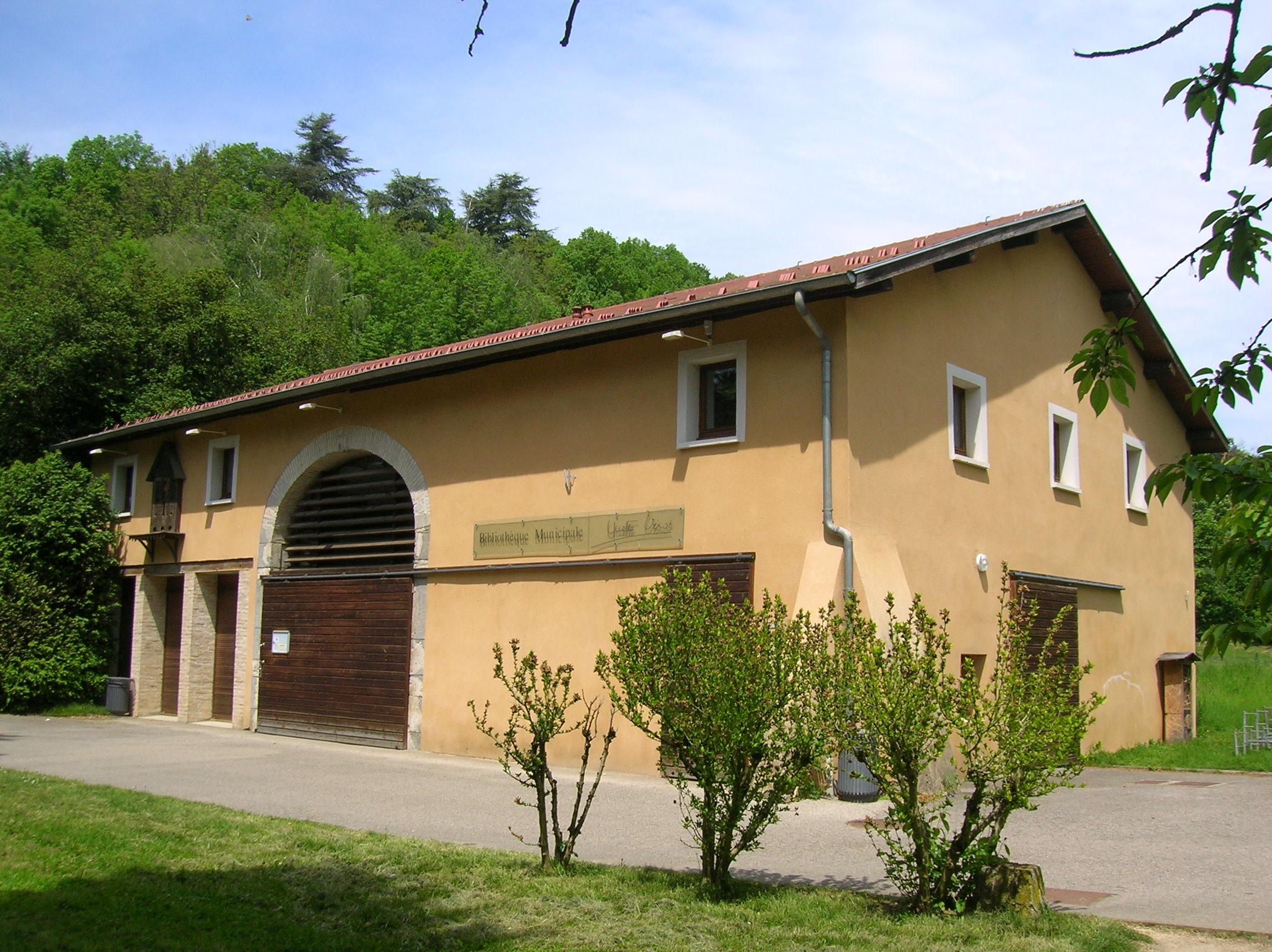
La médiathèque.
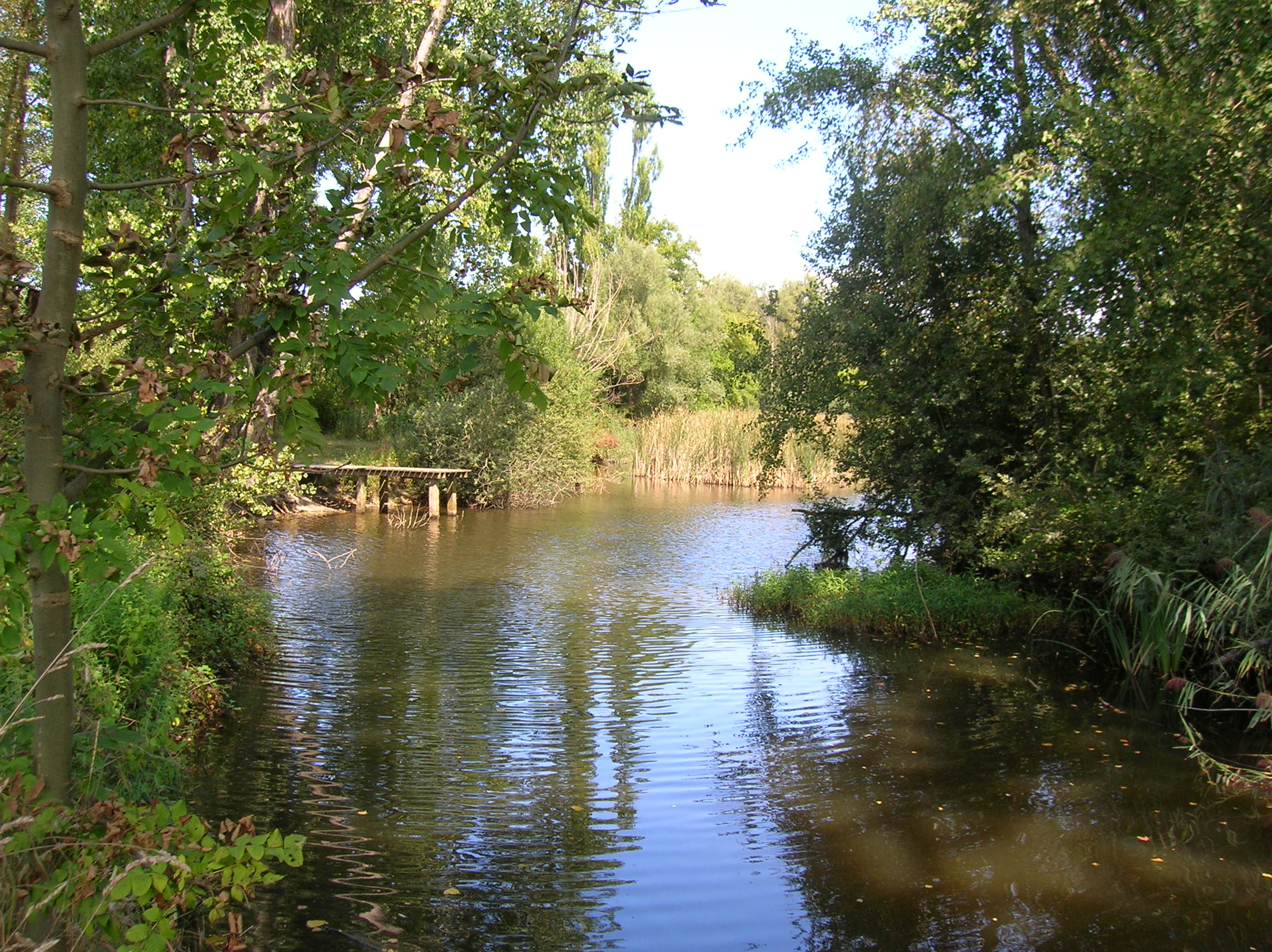
L'étang de Haute-Jarrie.
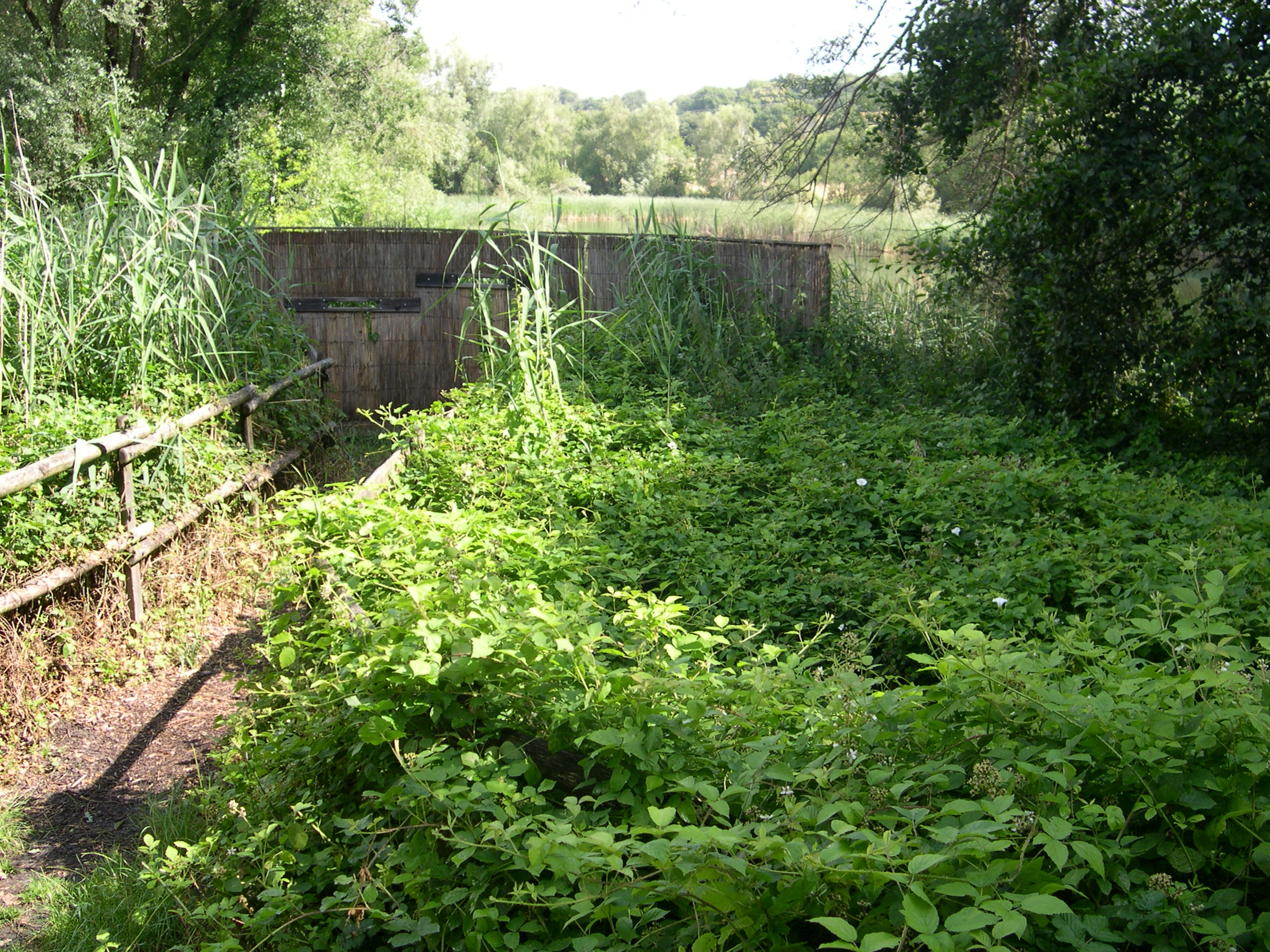
Observatoire dans la RNR de l'Etang de Haute-Jarrie
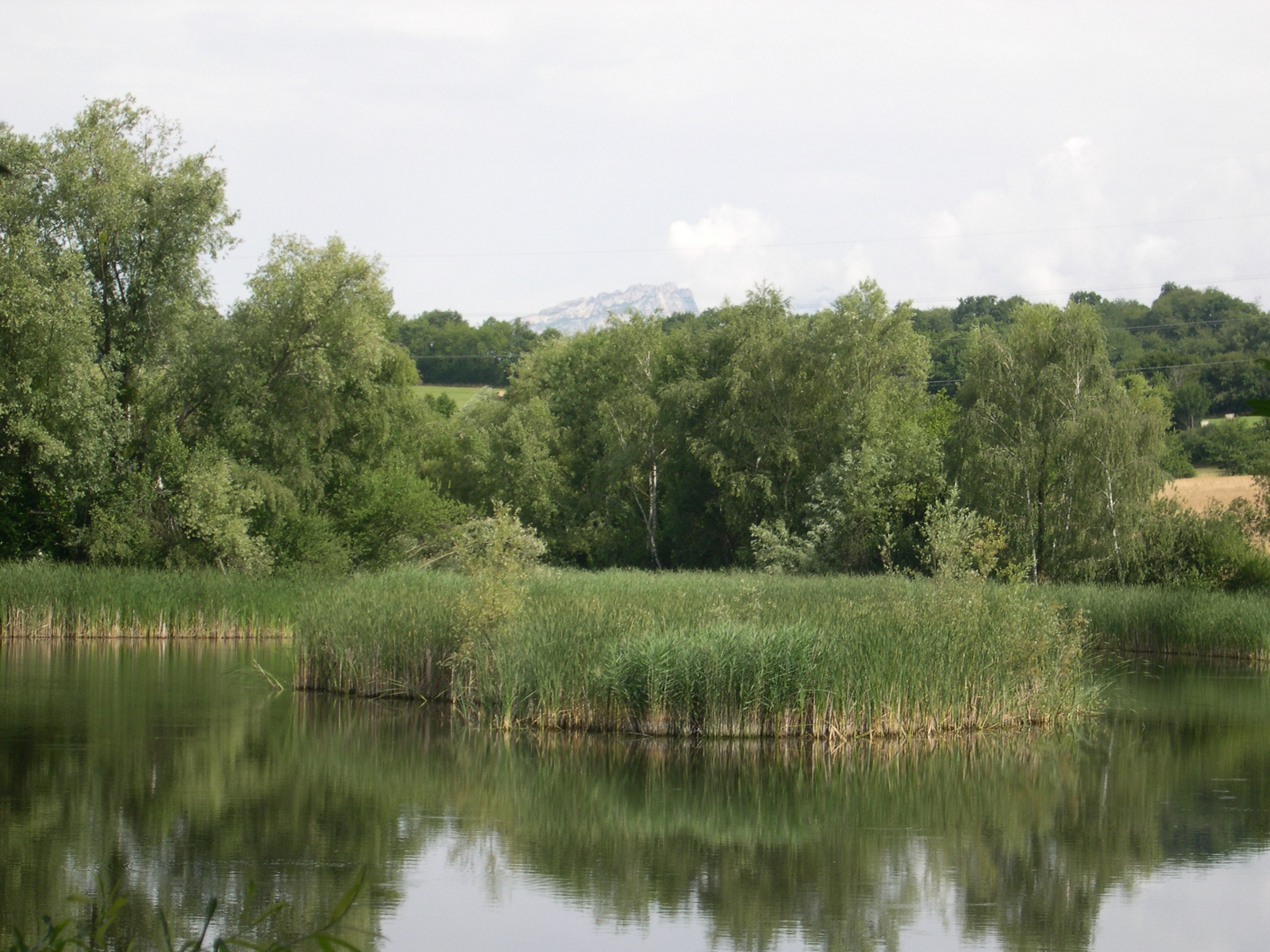
Etang de Haute-Jarrie

### Personnalités de la commune
- Patrick Rolland : ancien joueur de hockey sur glace à Grenoble et de l'équipe de France. Aujourd'hui, il est entraîneur adjoint de l'équipe junior de France et entraîneur adjoint des Brûleurs de loups de Grenoble. L'été, il a son école de hockey.
- Yvette Virot (née Goddard) : ancien maire de la commune et fondatrice du musée de la Chimie à Jarrie. Une salle lui est consacrée et la bibliothèque municipale porte son nom.
- Christian Boujet, joueur de rugby au FC Grenoble et international de Rugby à XV (3 sélections avec le XV de France en 1968), né à Jarrie en 1942.
- François Gachet, champion du monde de VTT de descente en 1994.
- Pierre Ostian (1944-2015), journaliste et documentariste professionnel de télévision et créateur magazine Montagne.

### Héraldique
| Blason de Jarrie | Blason  | De gueules à un chêne arraché d'argent, au chef d'azur chargé de trois haumes d'argent taré de profil. |
| Blason de Jarrie | Détails | Le statut officiel du blason reste à déterminer.                                                       |